# Biserica de lemn Sf. Nicolae din Boiereni

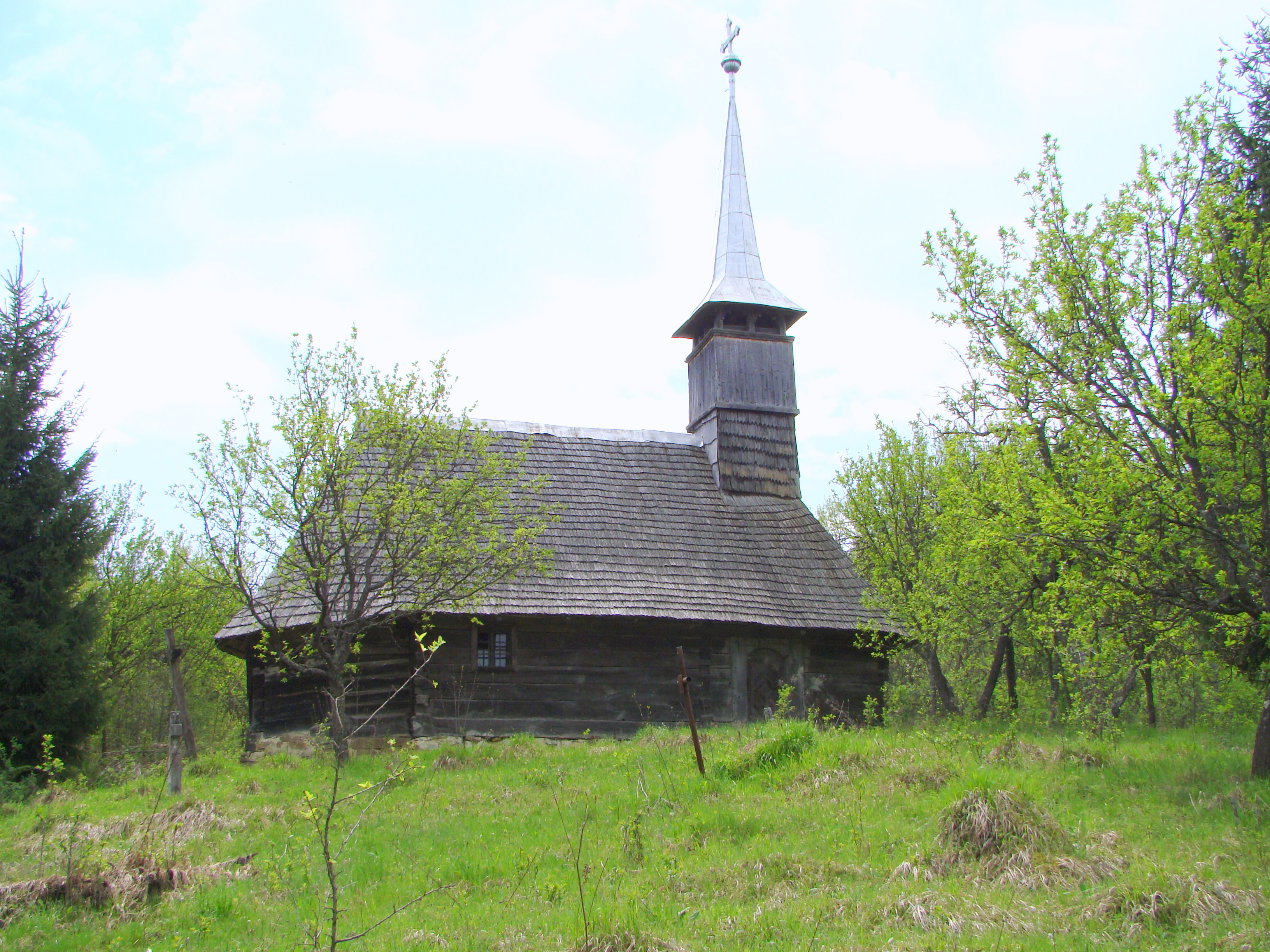
Biserica de lemn „Sfinţii Arhangheli” din Boiereni, foto: mai 2010.

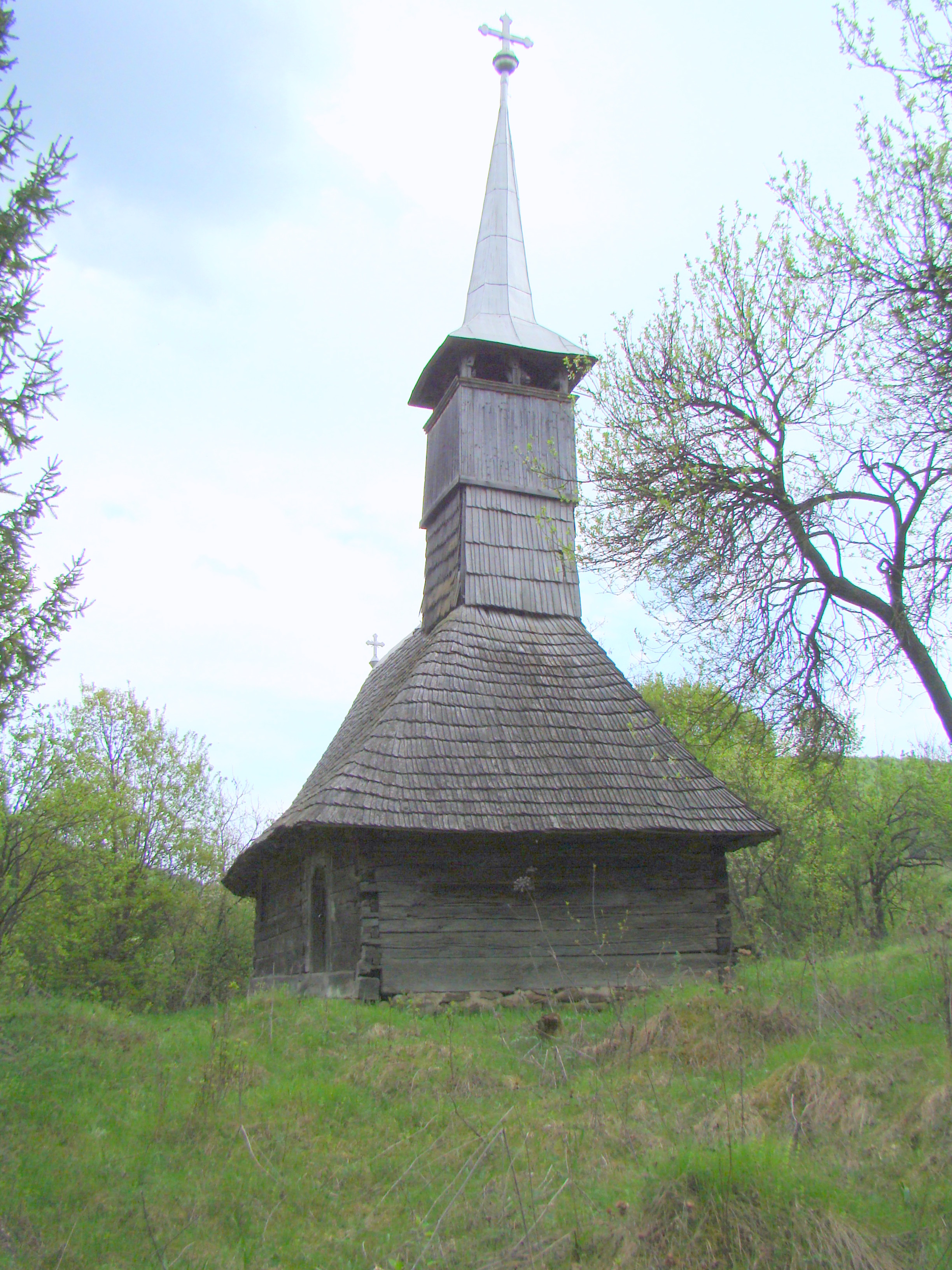
Biserica (vest)

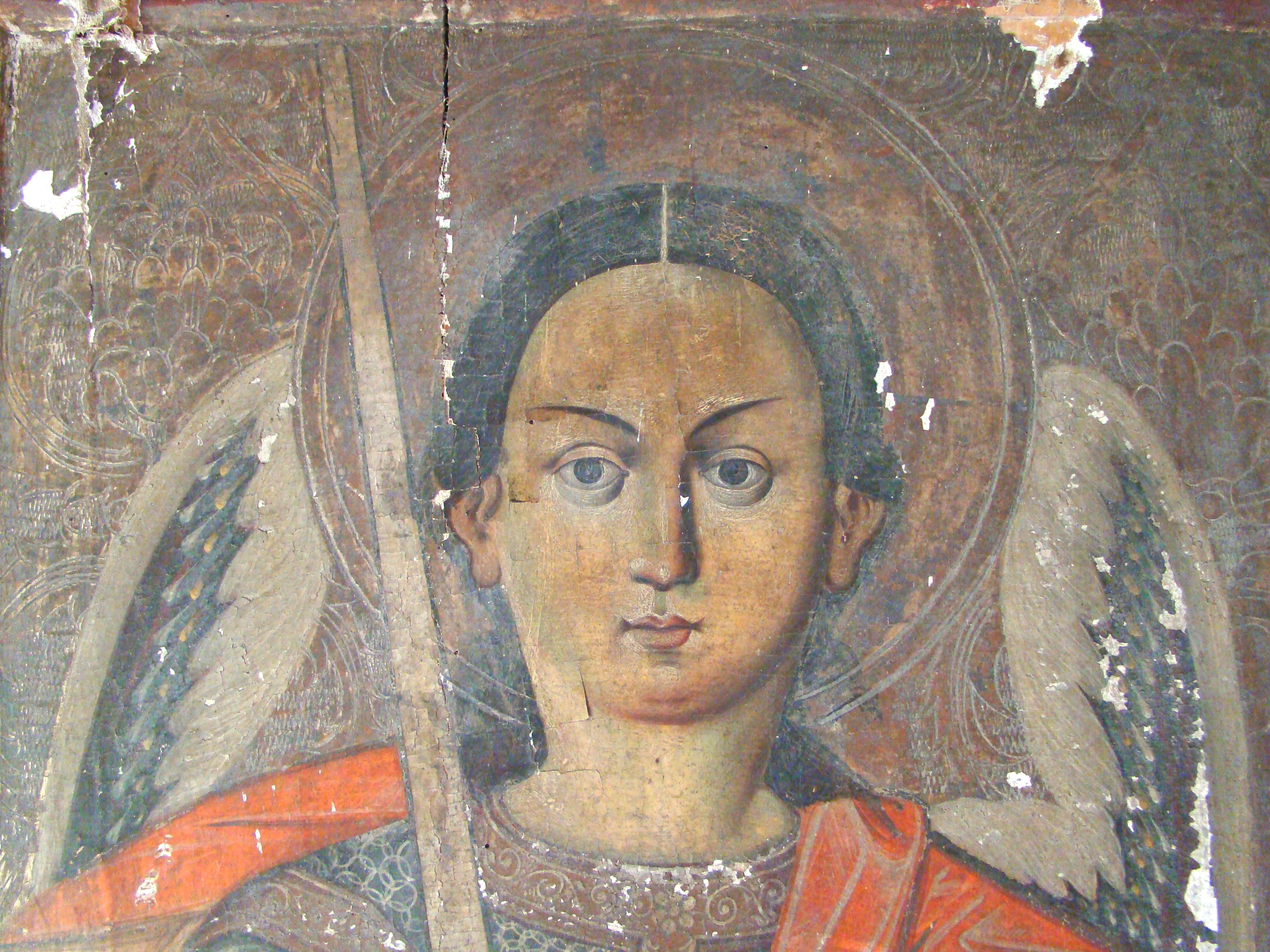
Detaliu icoană „Sf.Arhanghel Mihail”

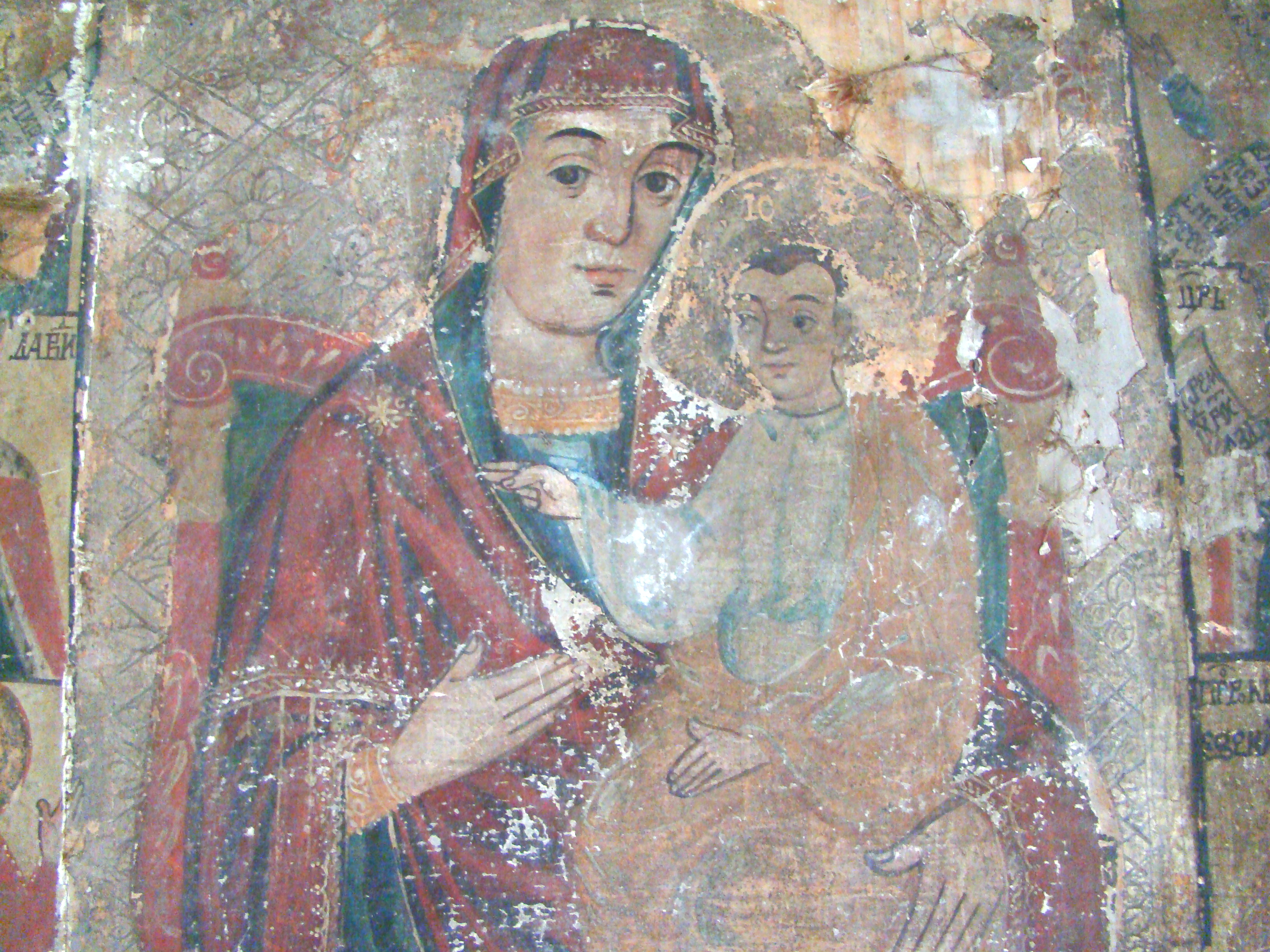
Detaliu icoană „Maica Domnului cu Pruncul”

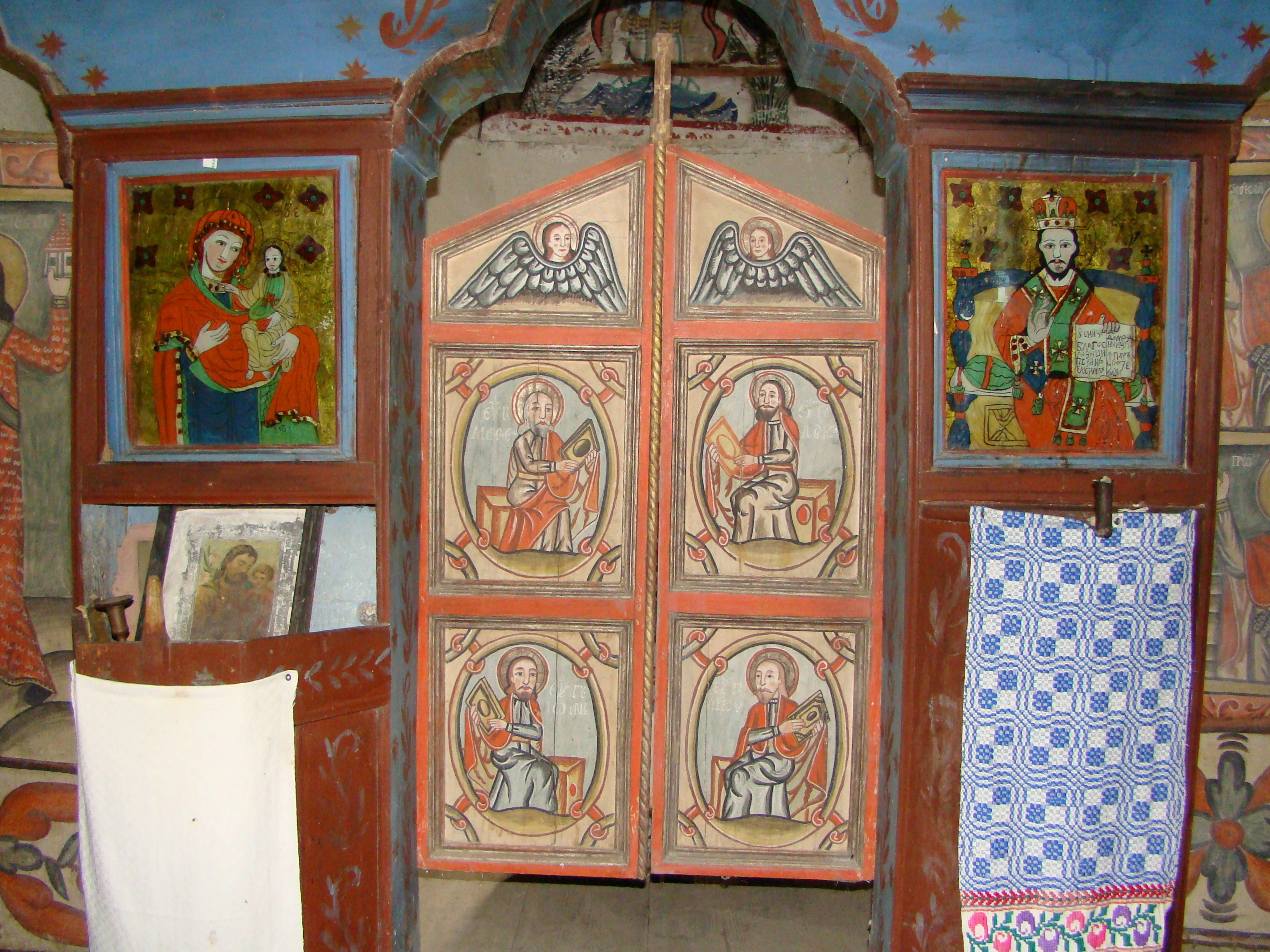
Icoanele şi uşile împărăteşti

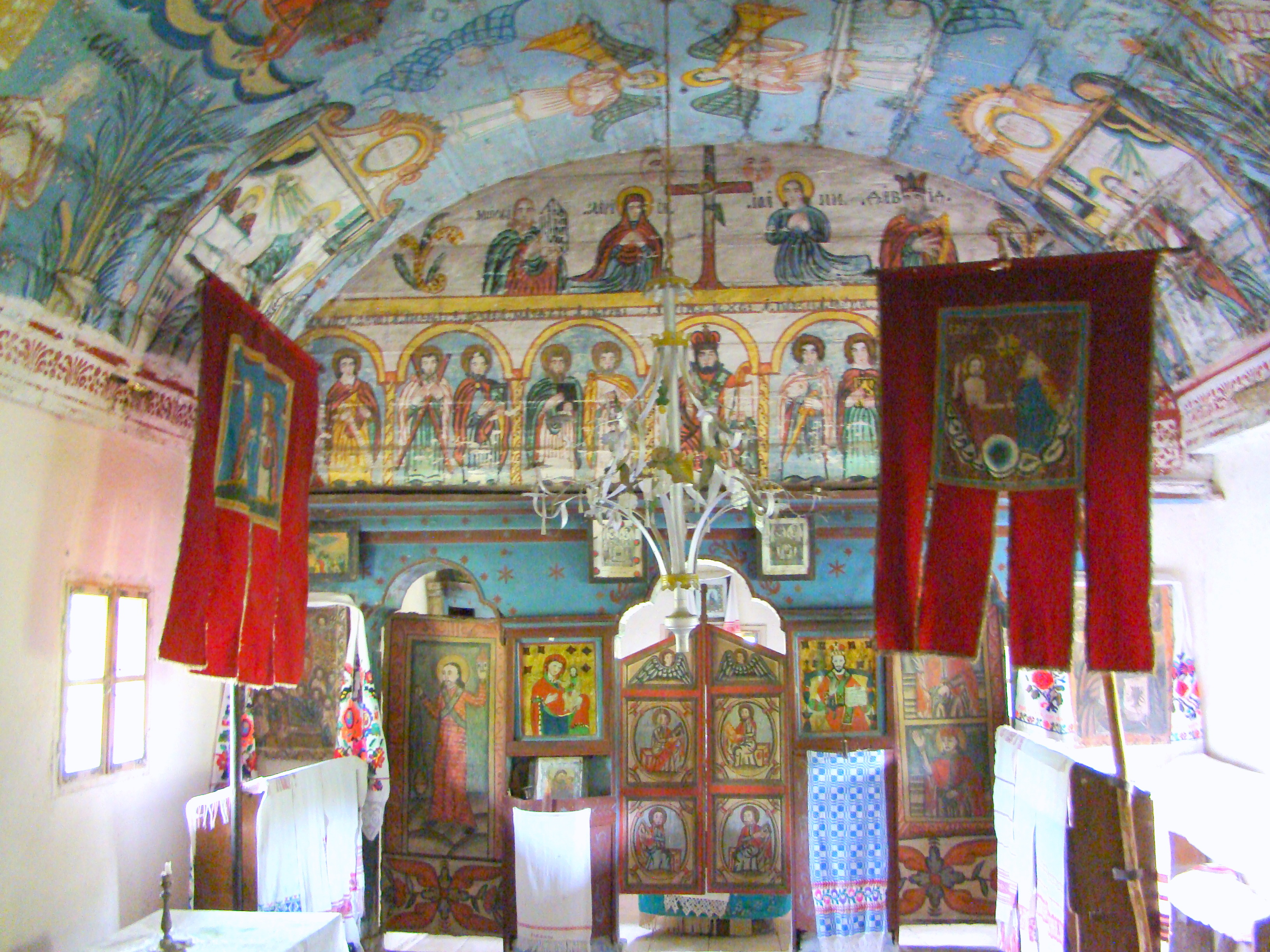
Interiorul navei spre iconostas

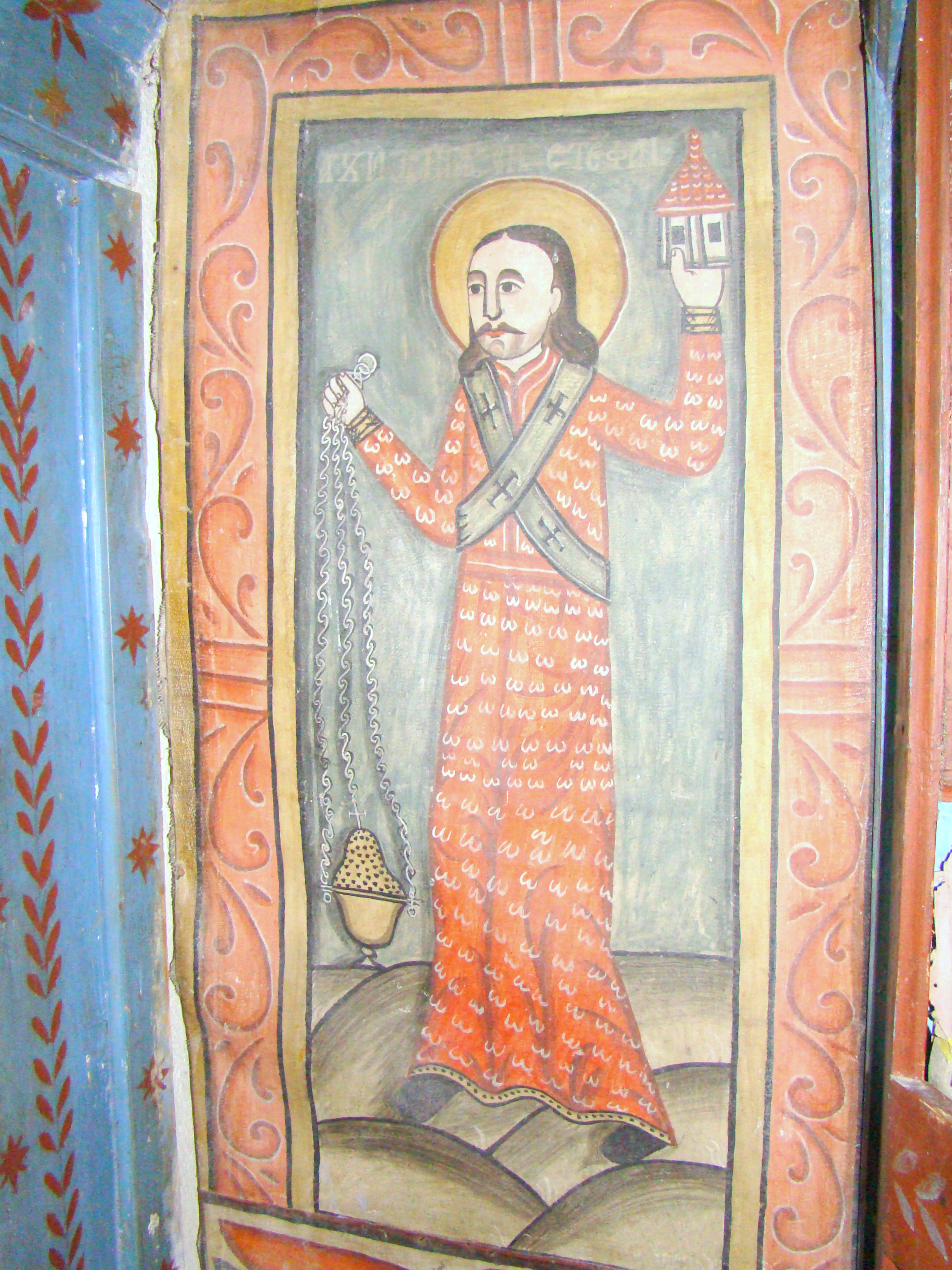
Uşă diaconească

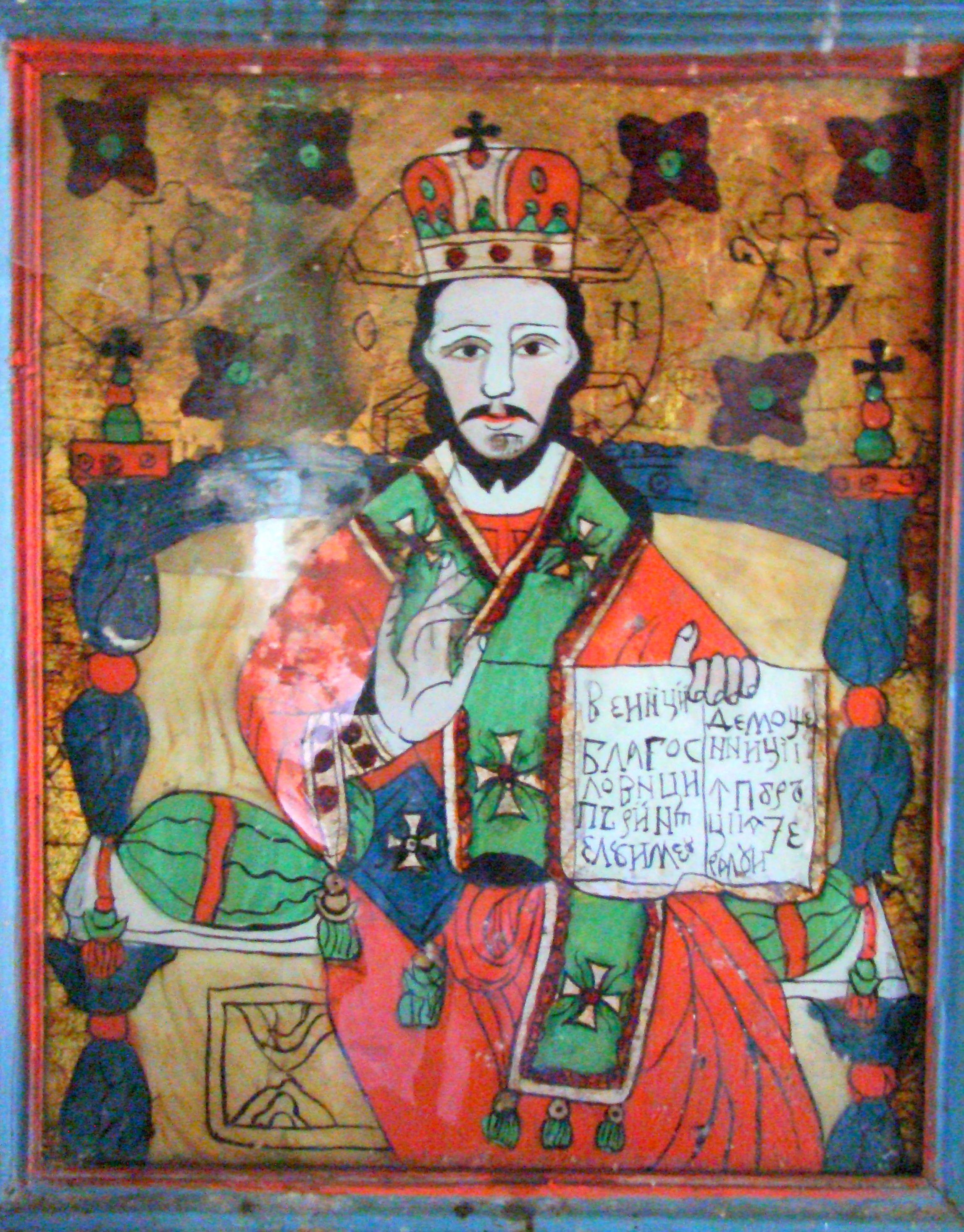
Icoană pe sticlă „Iisus binecuvântând”

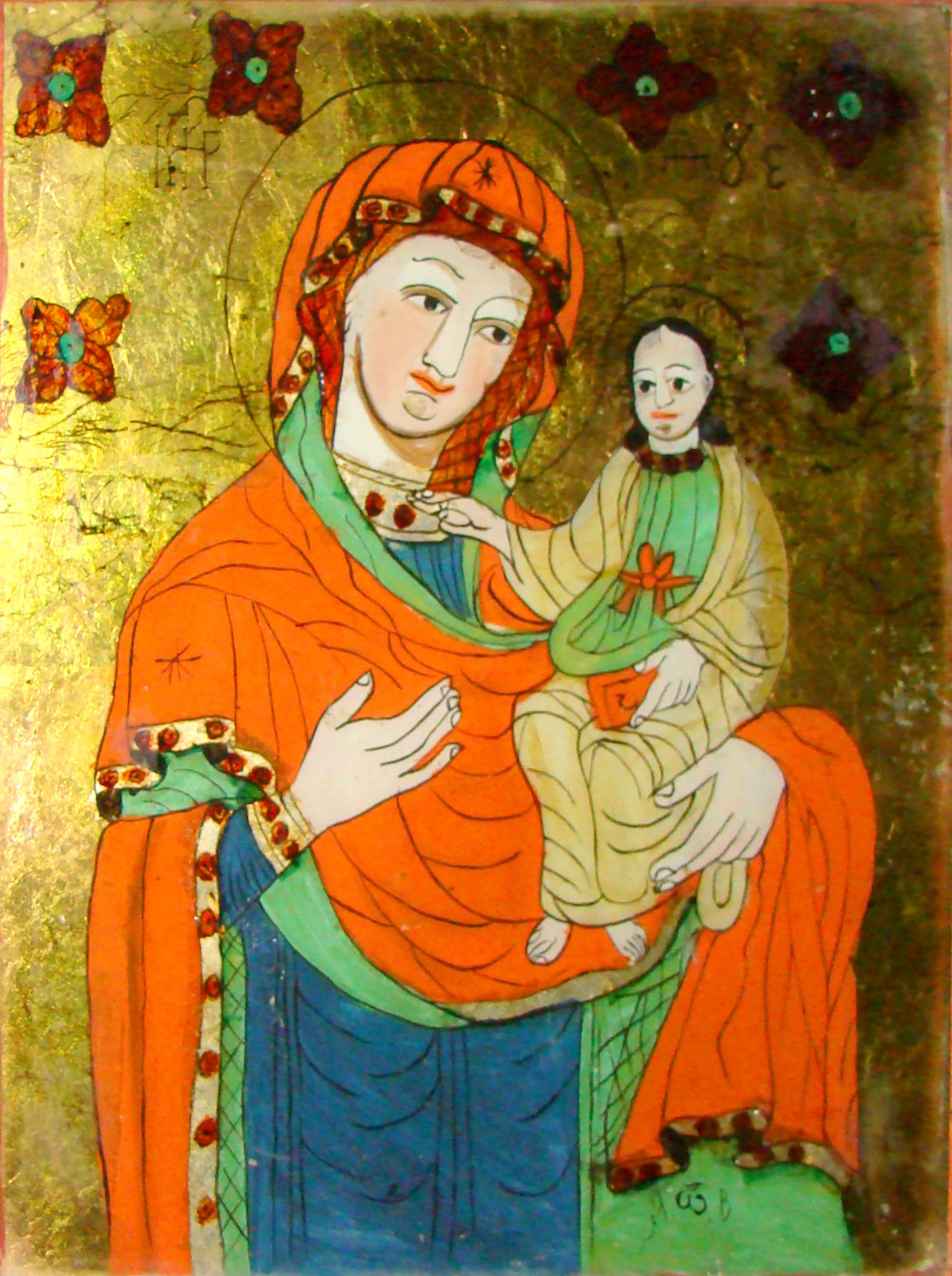
Icoană pe sticlă „Maica Domnului cu Pruncul”

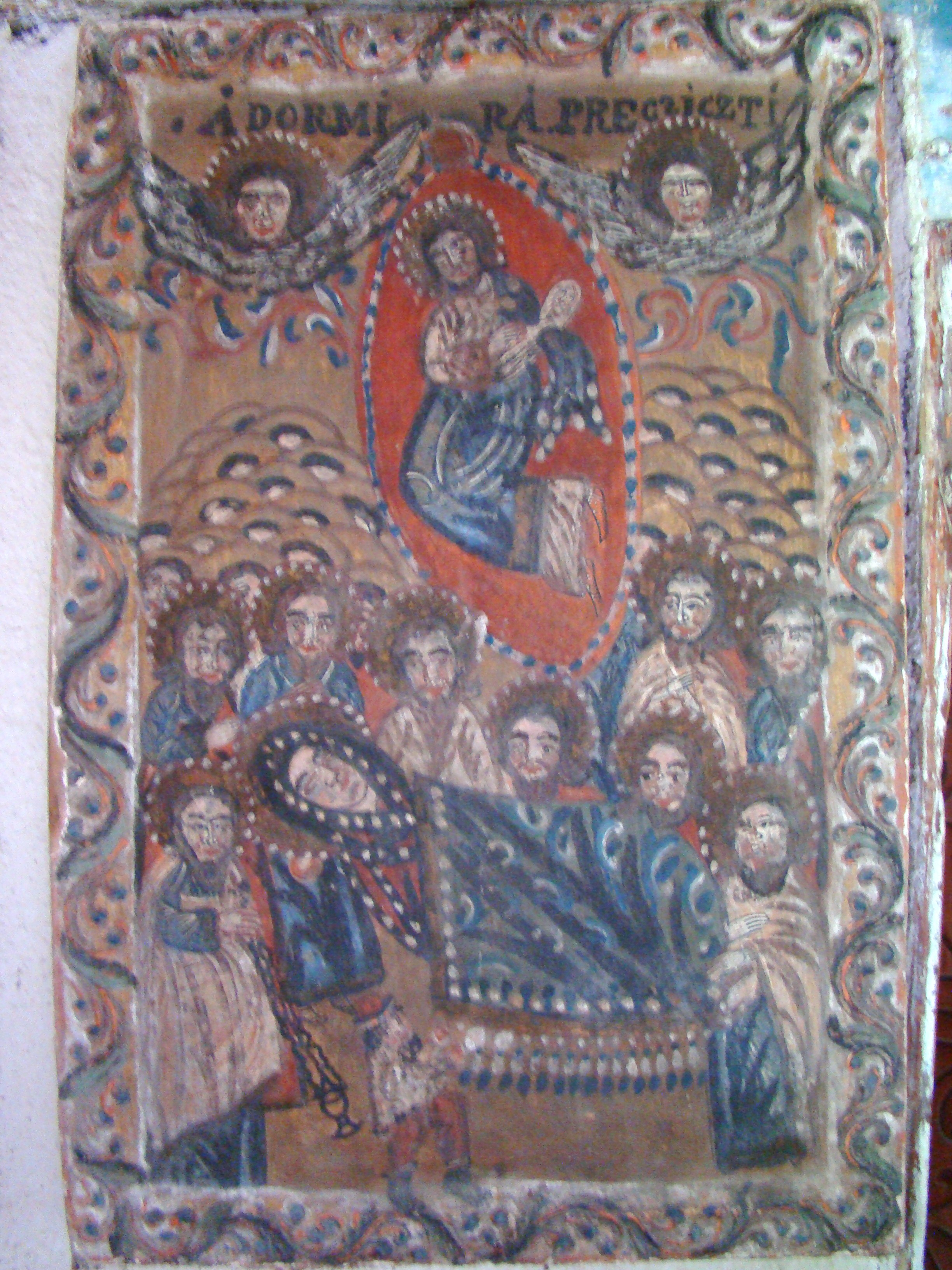
Icoană pe lemn „Adormirea Maicii Preciste”

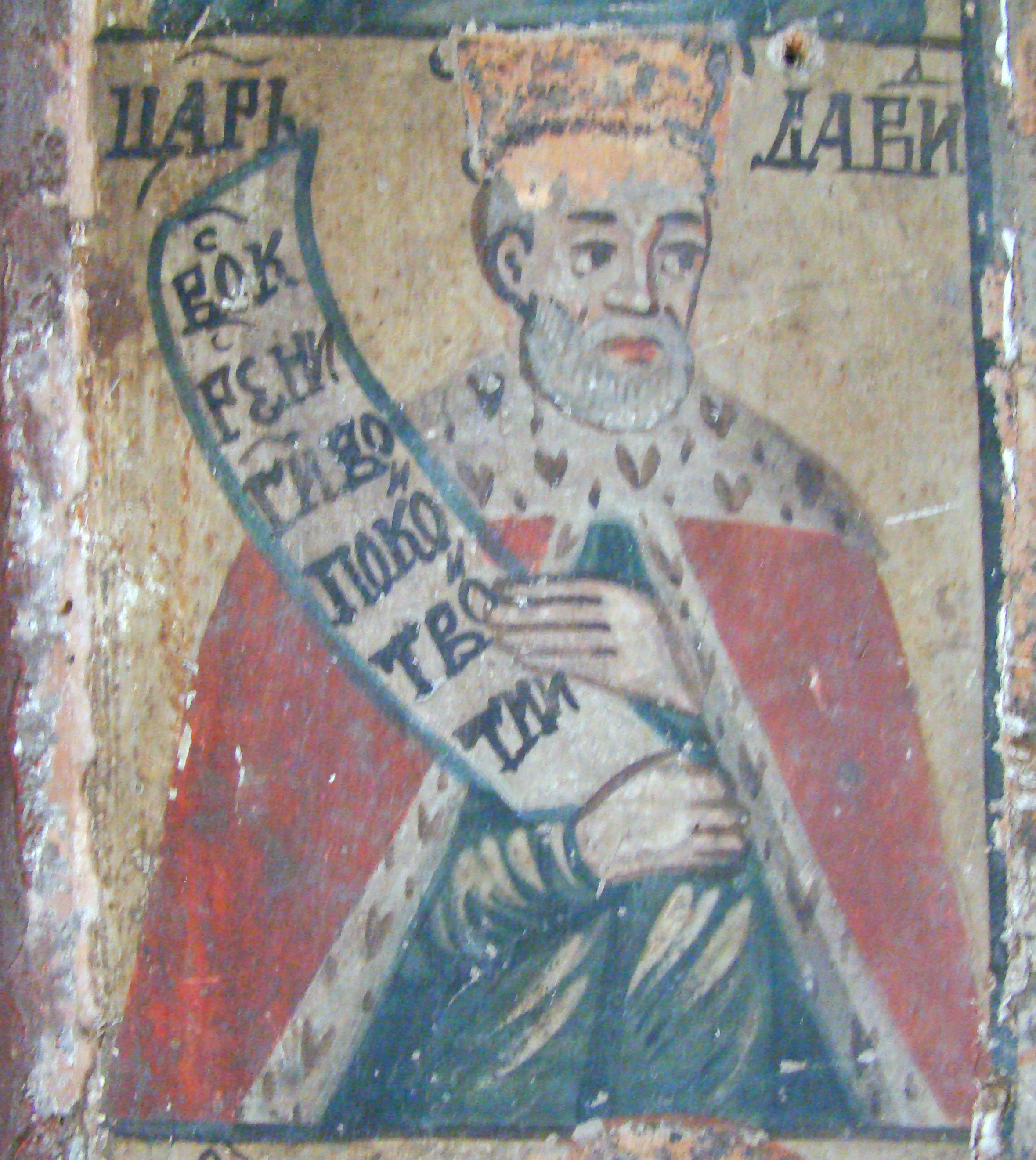
Detaliu pictură icoană prăsnicar

Biserica de lemn „Sfântul Nicolae” din Boiereni, județul Maramureș datează din secolul XVIII. Biserica nu se află pe noua listă a monumentelor istorice. 

## Istoric
Biserica a fost dăruită de credincioșii din Suciu de Jos celor din Boiereni. A fost strămutată pe actualul loc, numit „Dealul Cârții” la 1810. Lucrarea a fost efectuată cu cheltuiala credinciosului Ionu Cătălinii din Boiereni. Biserica este din lemn, având temelia din piatră. Este acoperită cu draniță, iar turnul cu tablă zincată. În patrimoniul acestei biserici se găsesc icoane pe sticlă dăruite de credincioșii din Boiereni.

## Trăsături
Construcția modestă, cu o planimetrie simplă, dreptunghiulară, are un altar de formă pătrată, cu laturile retrase spre interior, dar cu acoperișul unitar peste toată construcția și lăsat mult în jos. Pereții sunt din lemn de stejar îmbinat la colțuri în dublu cățel, iar în partea superioară console scurte susțin o șarpantă foarte înaltă, acoperită cu tablă zincată. Turnul-clopotniță, ridicat direct peste pronaos, este șindrilit până la foișor și are parapetul înfundat cu scânduri traforate cu un model de triunghiuri. Balconul se susține pe opt stâlpi scurți, legați prin contrafișe de cununa de sus, pe care stă coiful evazat, acoperit și el cu tablă. Ușa de intrare cu acces pe latura sudică are un anacadrament masiv din lemn de stejar, ornamentat cu rozete, ce se păstrează doar parțial. Ușile împărătești au tăbliile înfundate și pictate cu Sfântul Duh în chip de porumbel pe ambele canate și mai jos cu cei patru evangheliști, fără alte decoruri. În naos, pereții laterali păstrează un frumos model pictat sub formă de covor cu motivul crucii, cuprins între chenare de formă rombică, fără alte urme de pictură iconografică. Altarul este golit de toate obiectele cultice, cu excepția a două frumoase lăzi pentru păstrat odăjdii și o cruce ritualică de lemn pictată pe ambele părți.

## Imagini din exterior

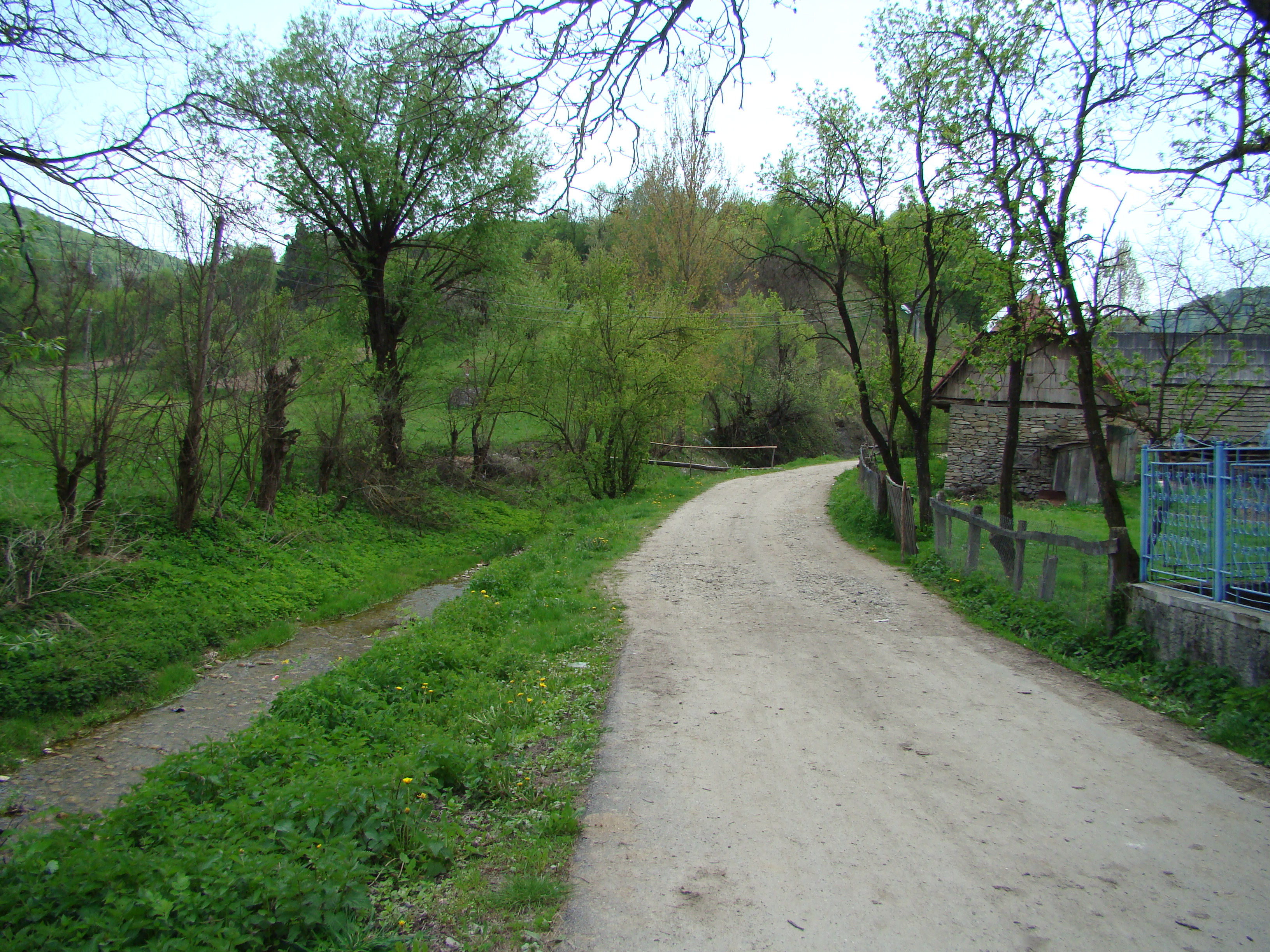
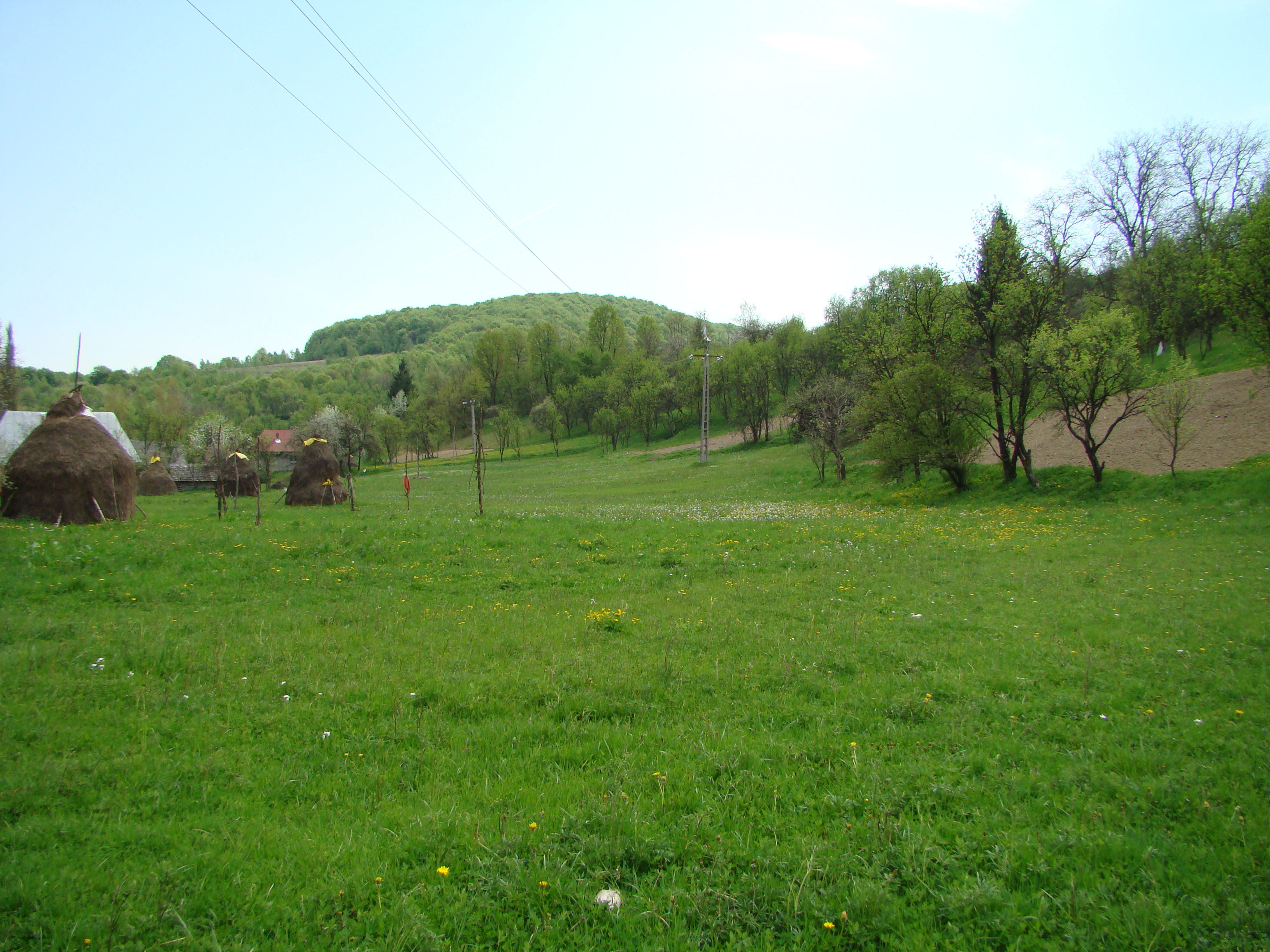
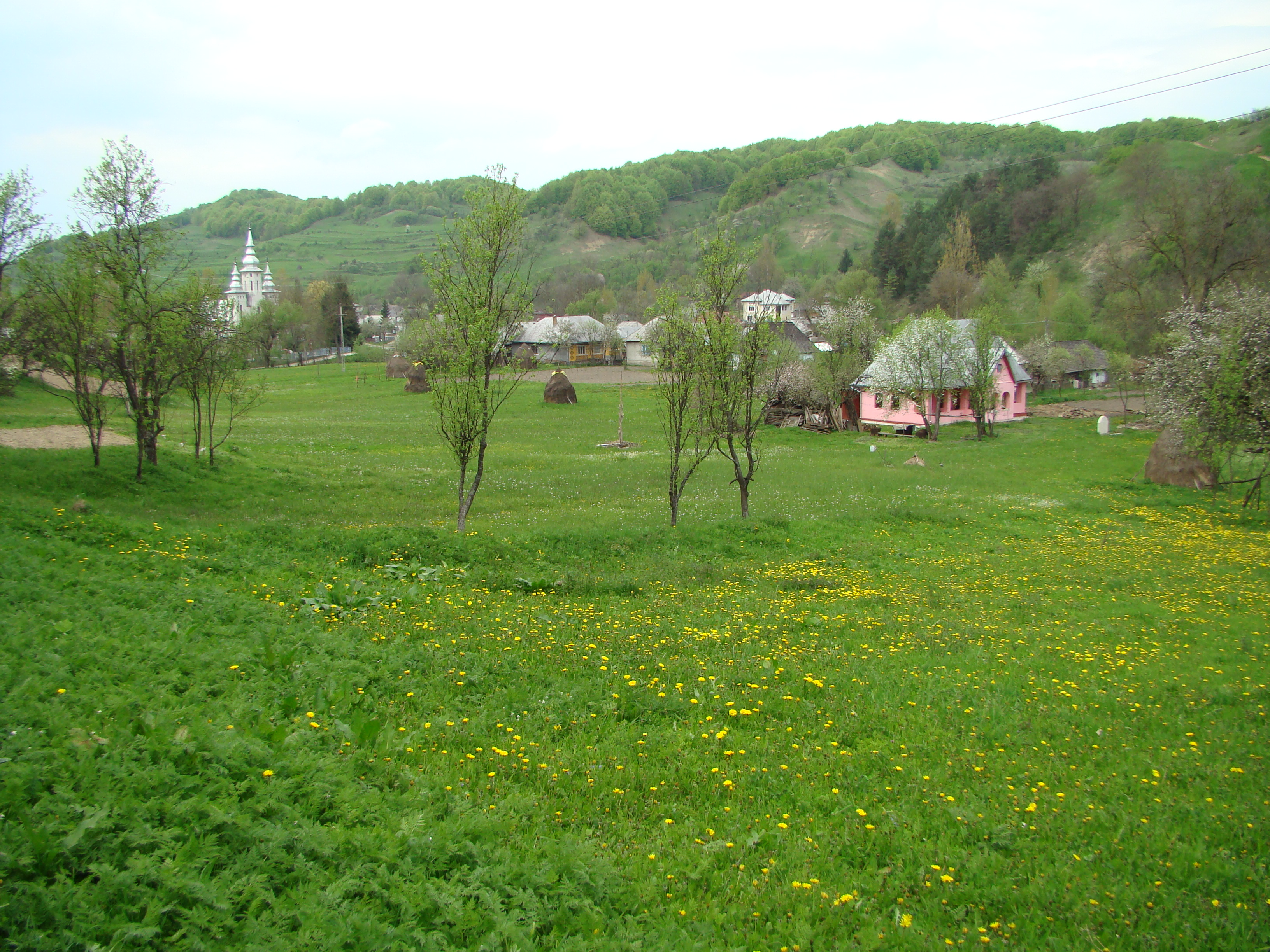
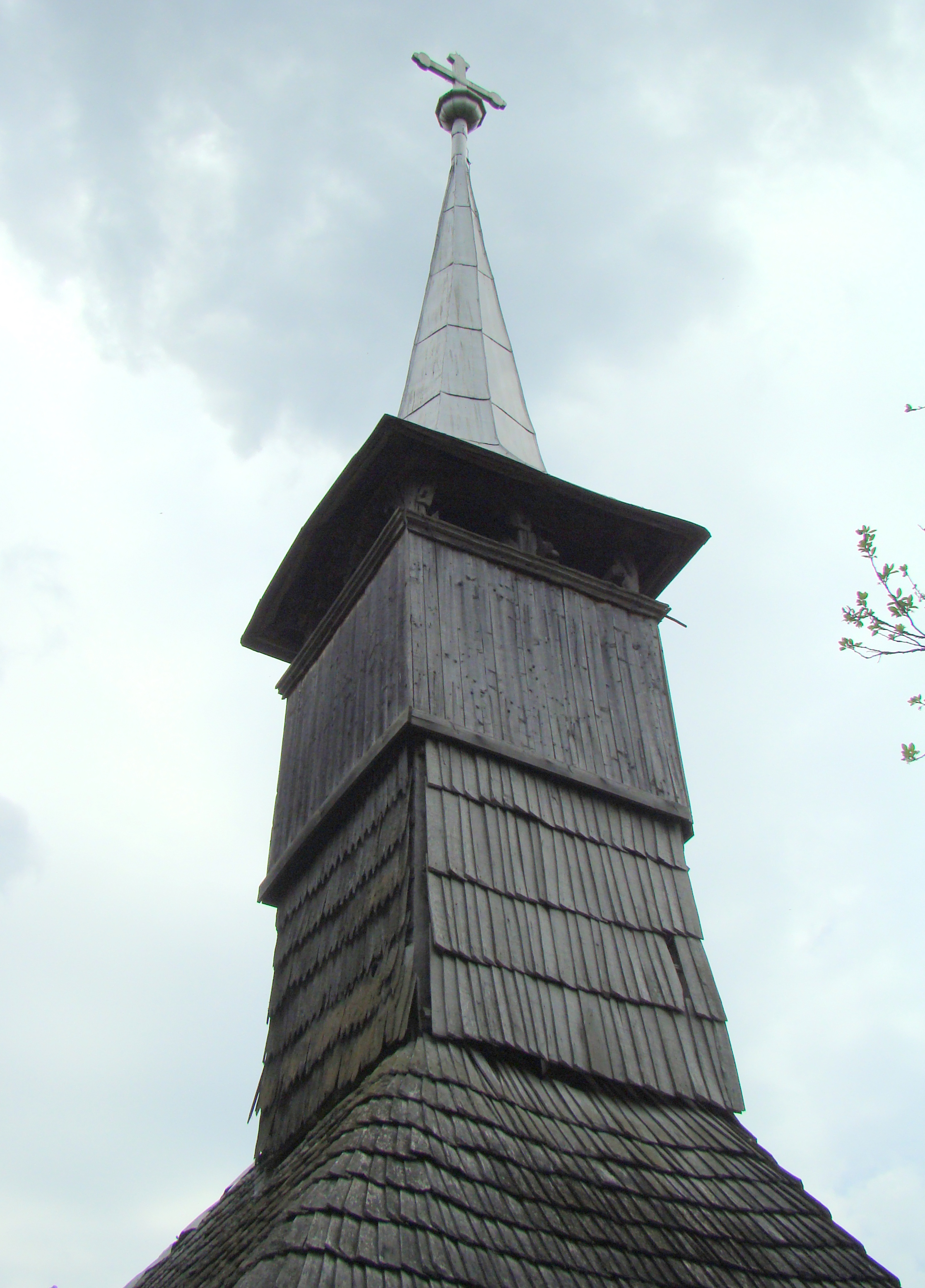
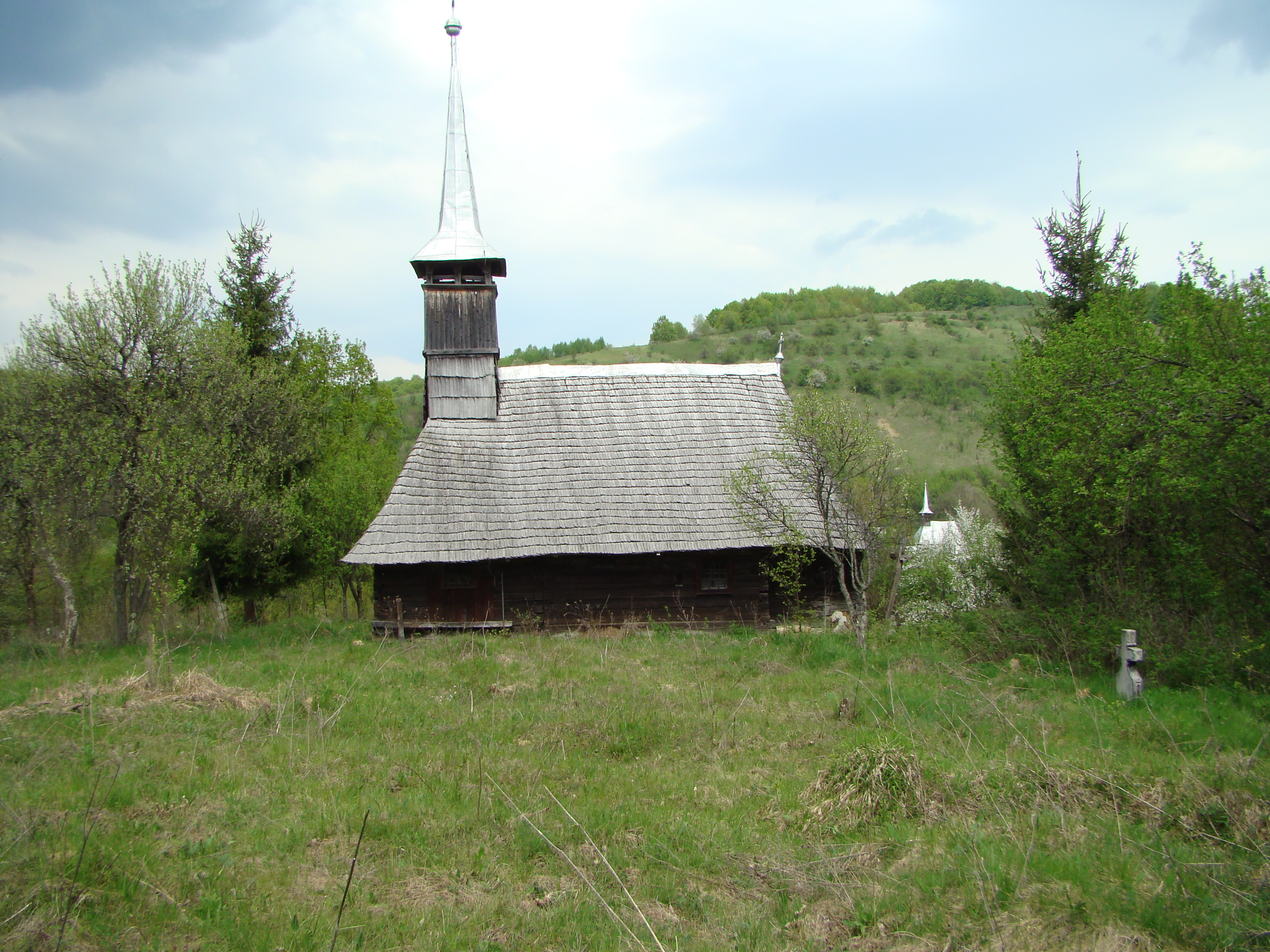
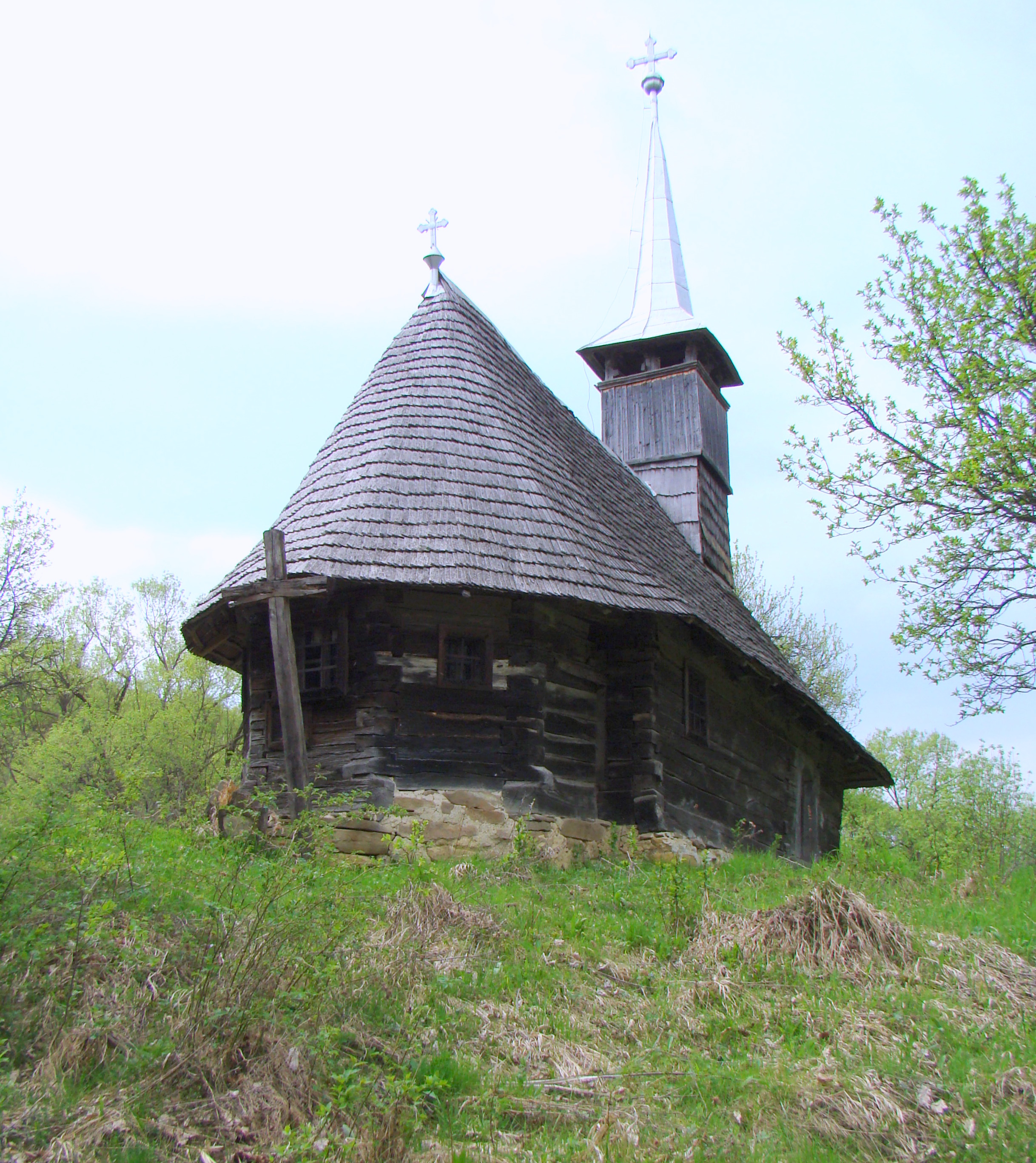
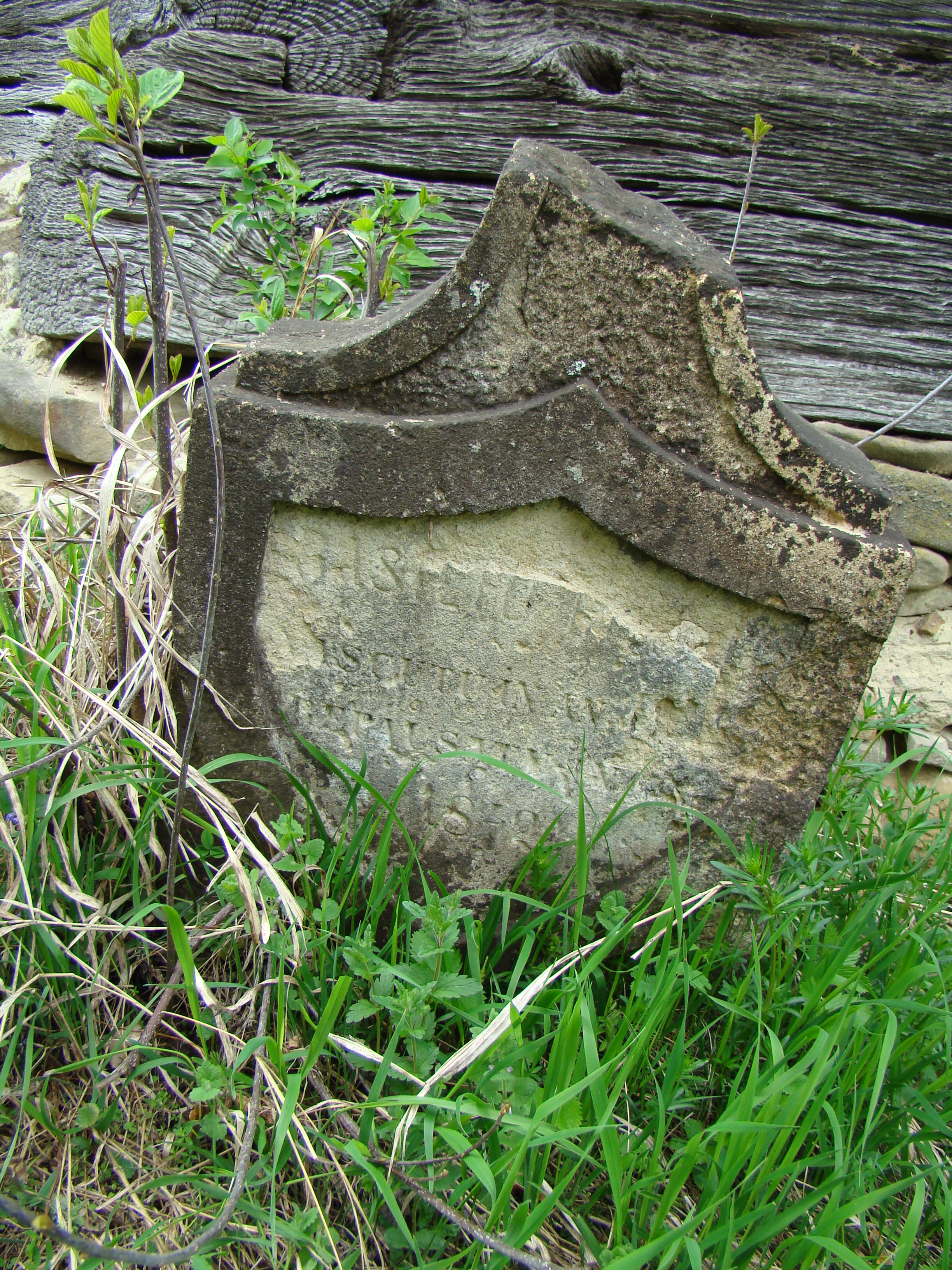
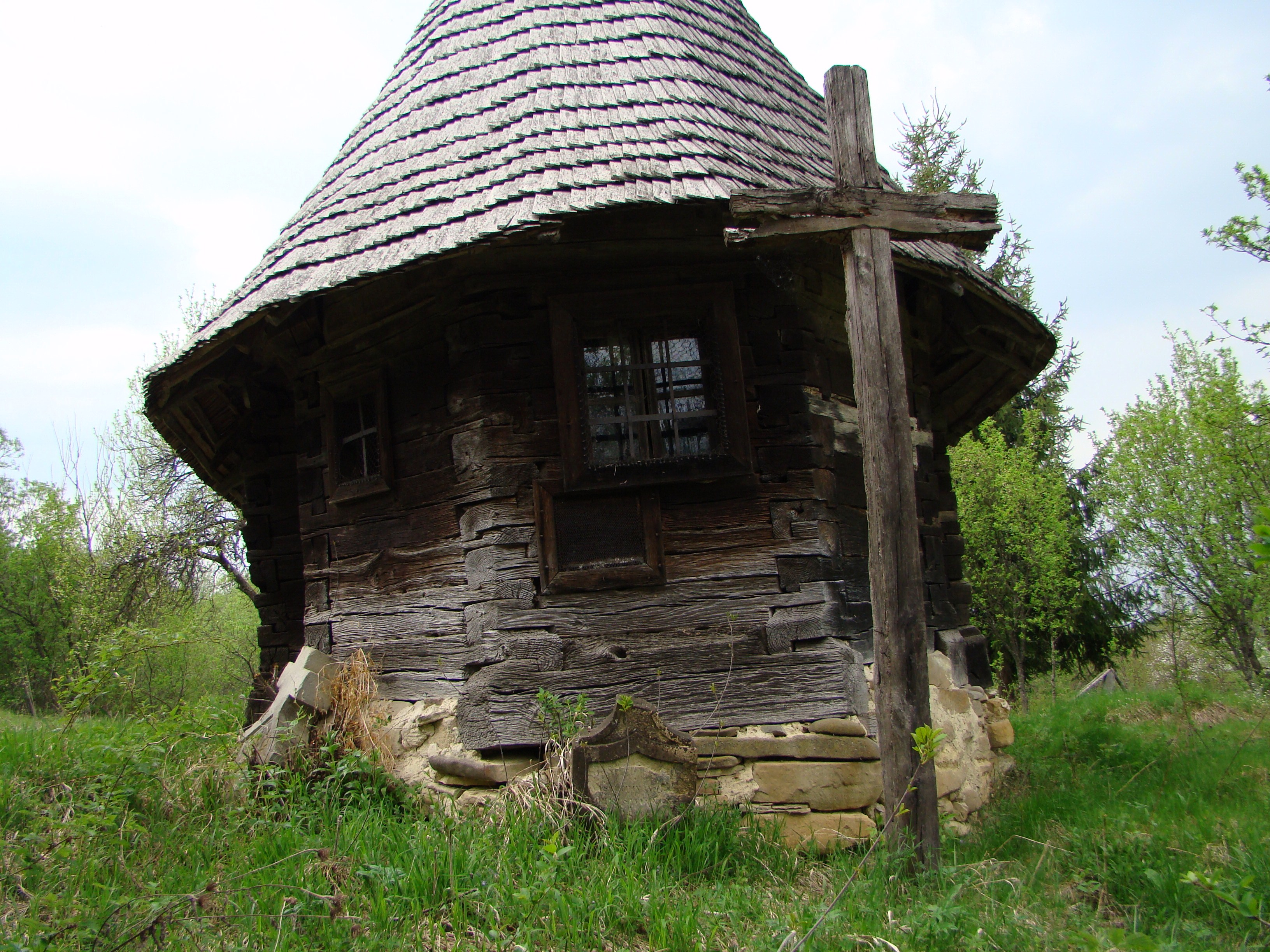
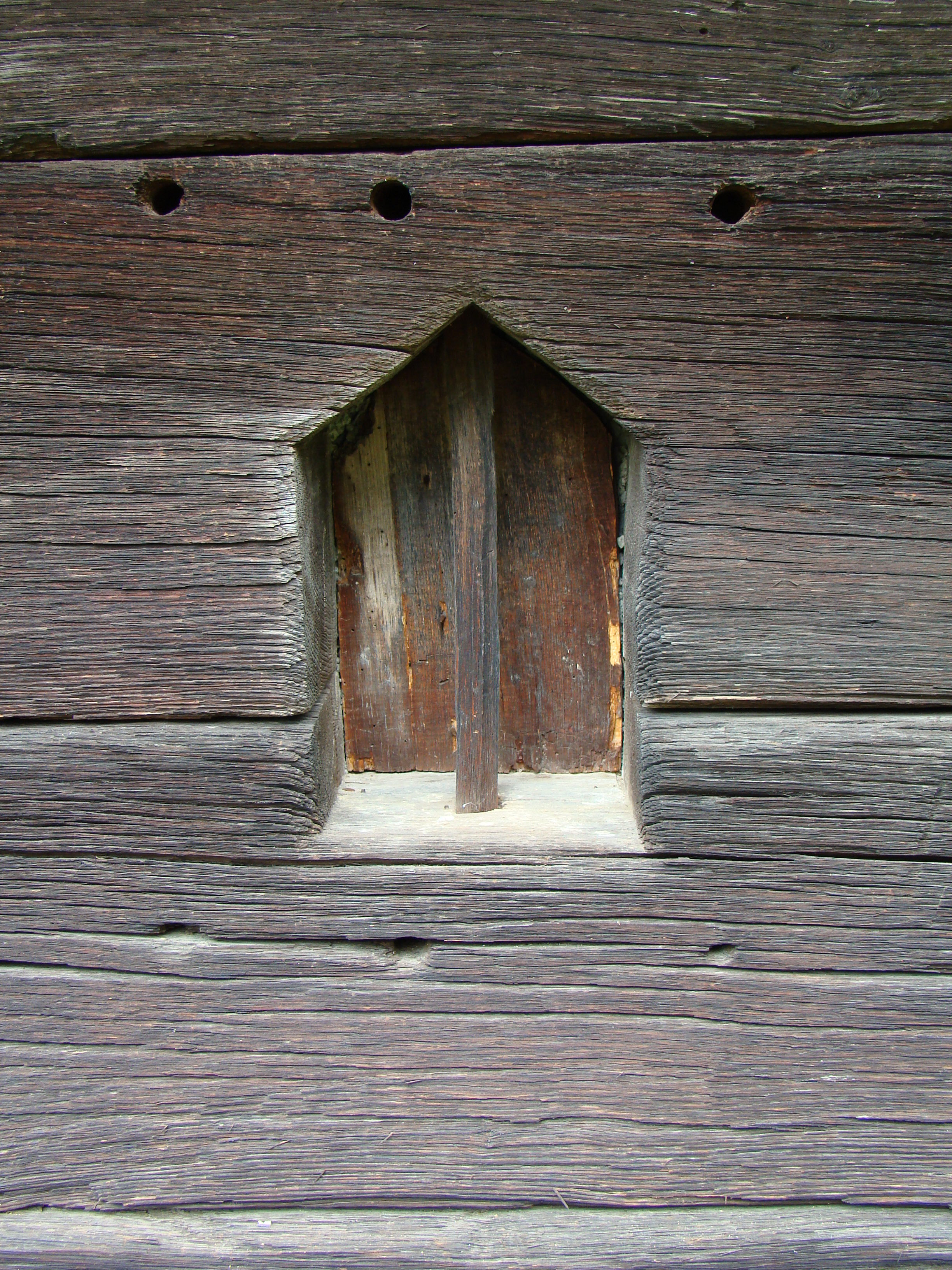
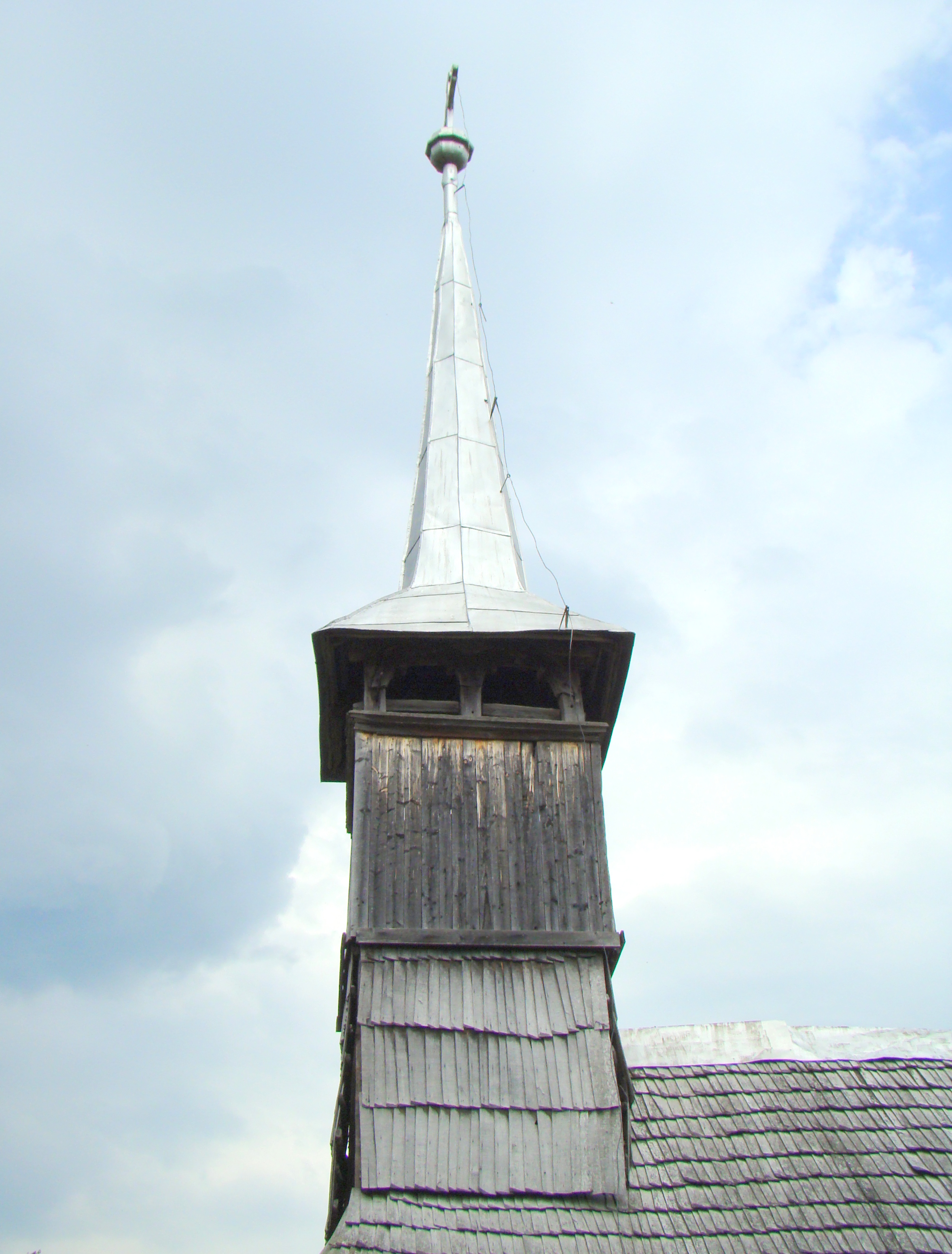
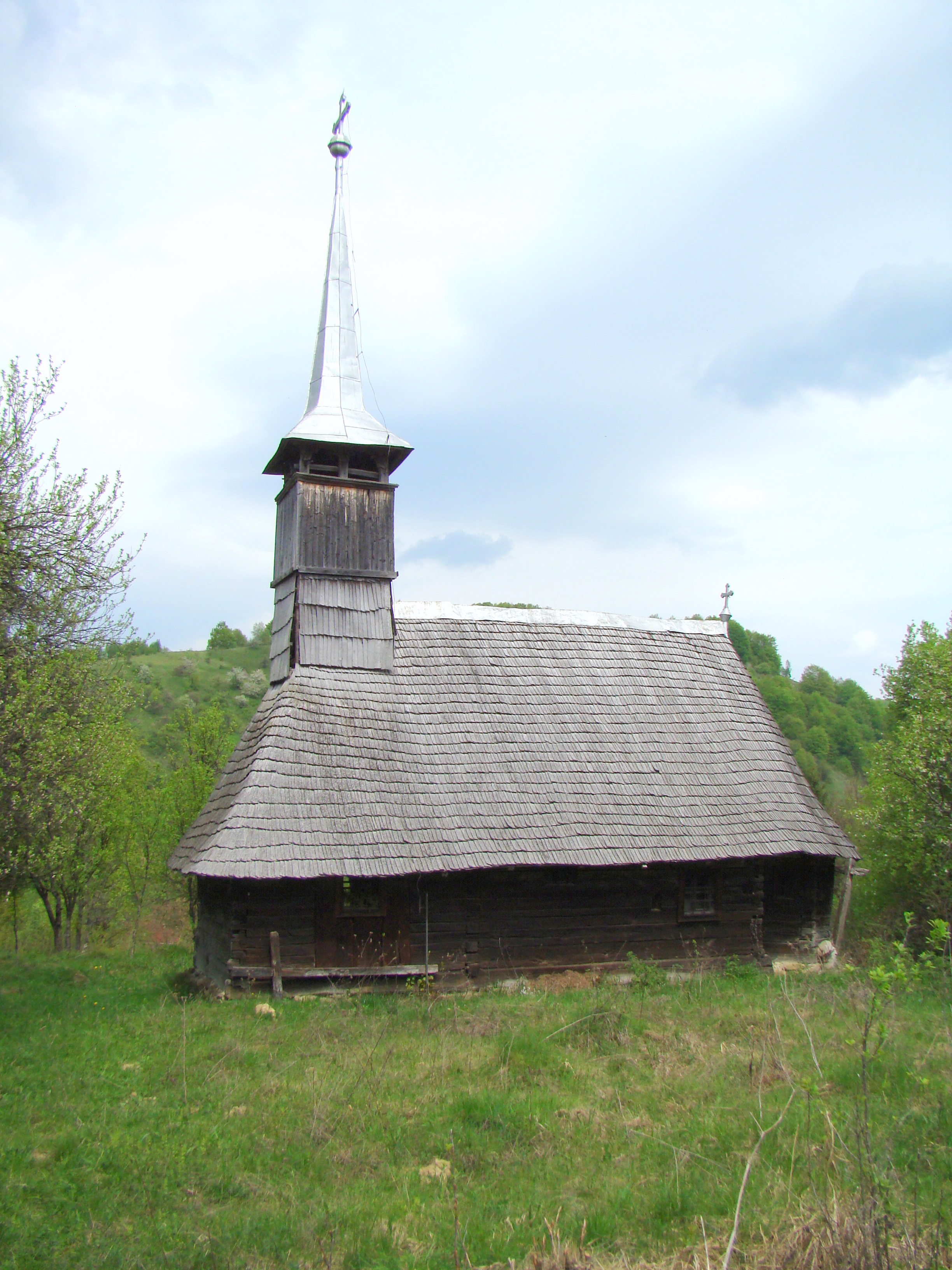
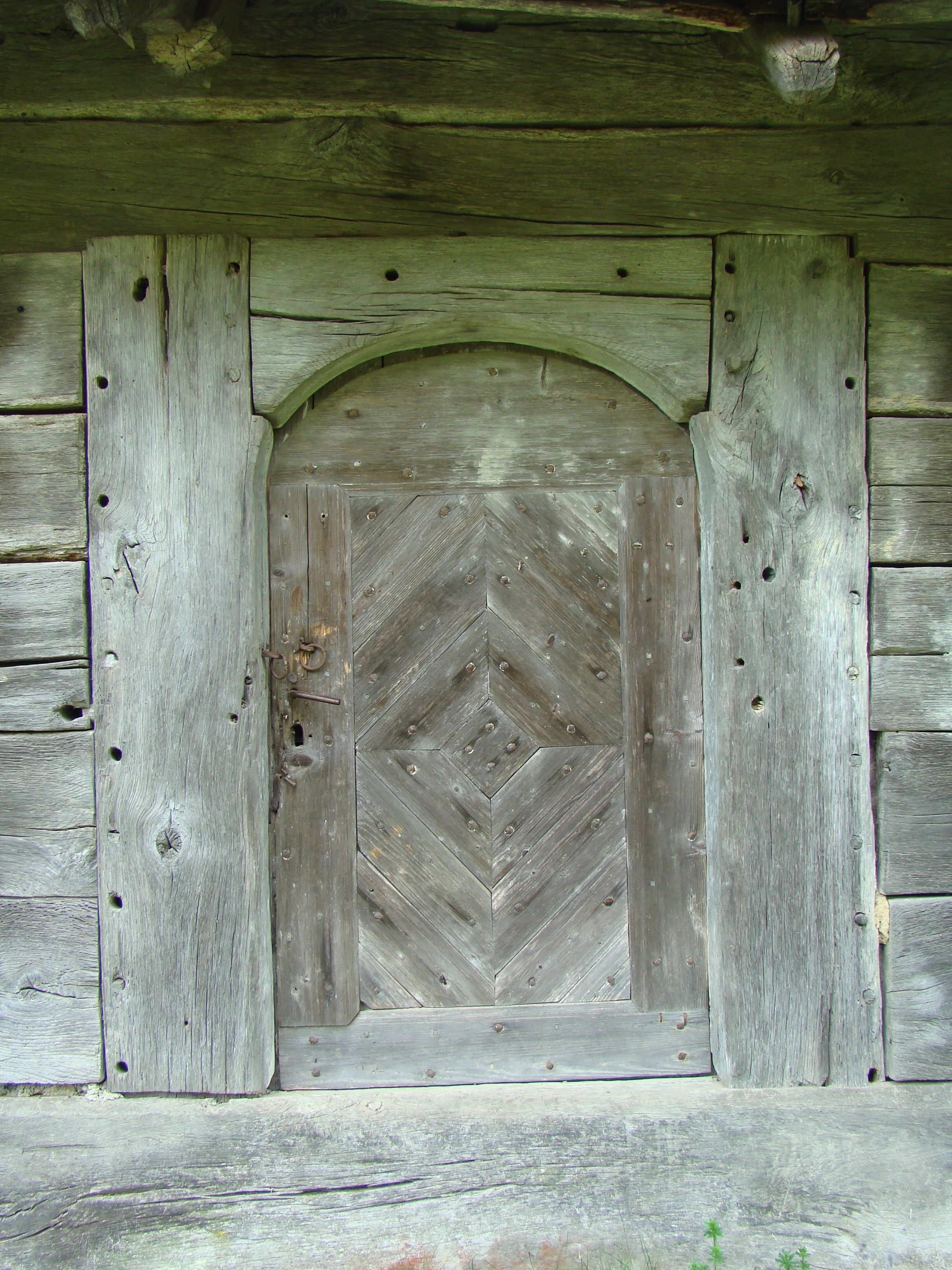

## Imagini din interior

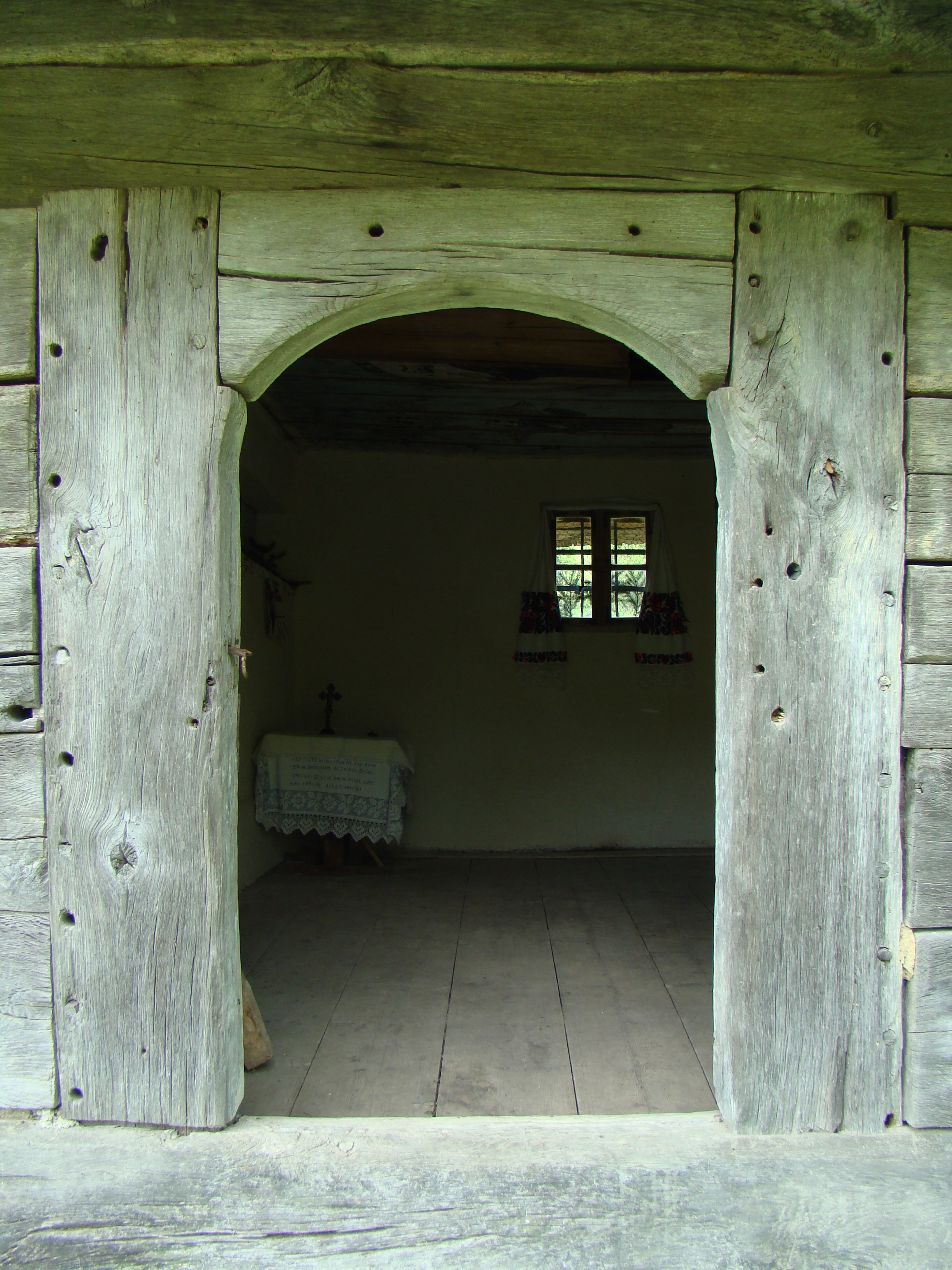
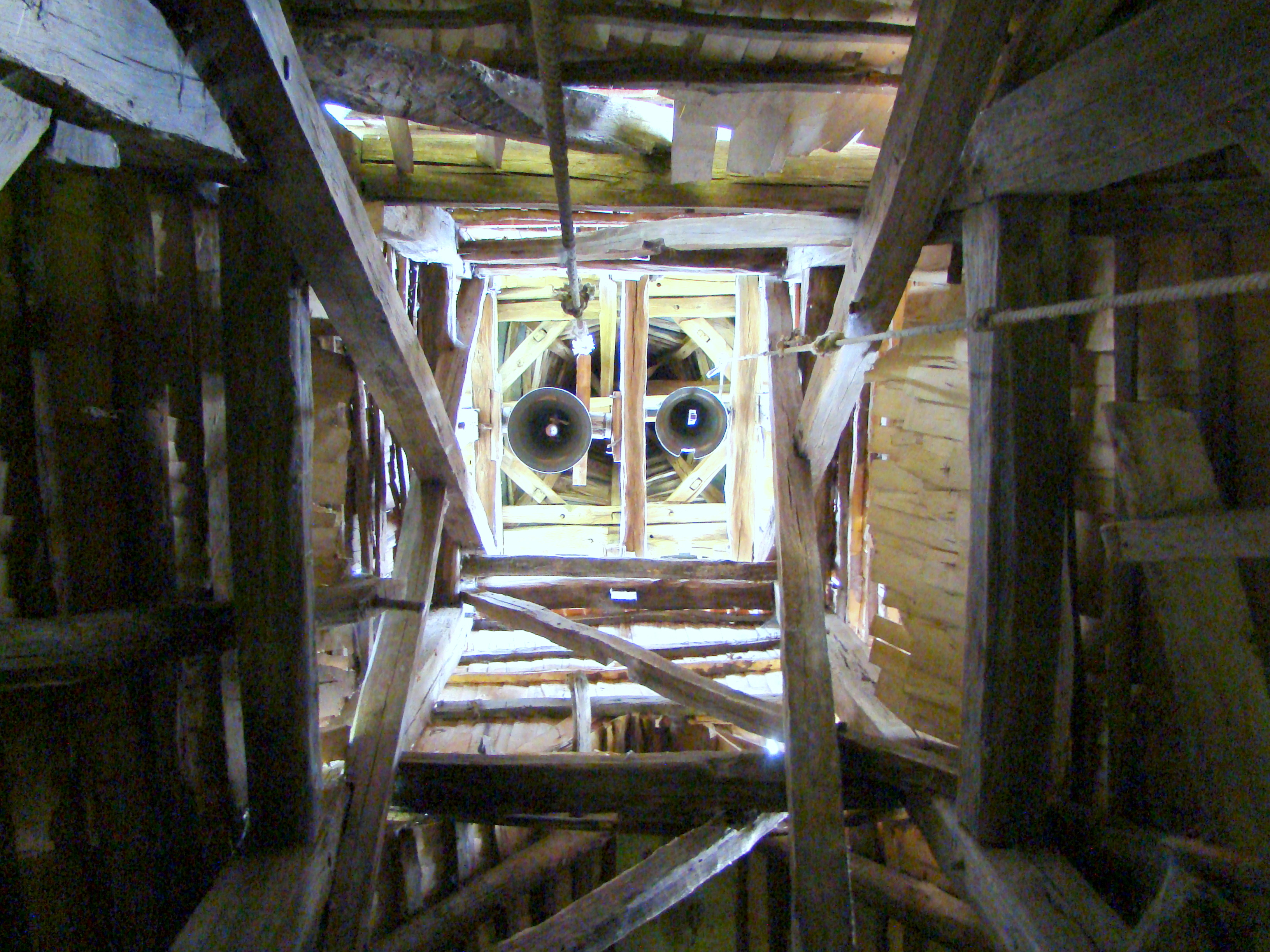
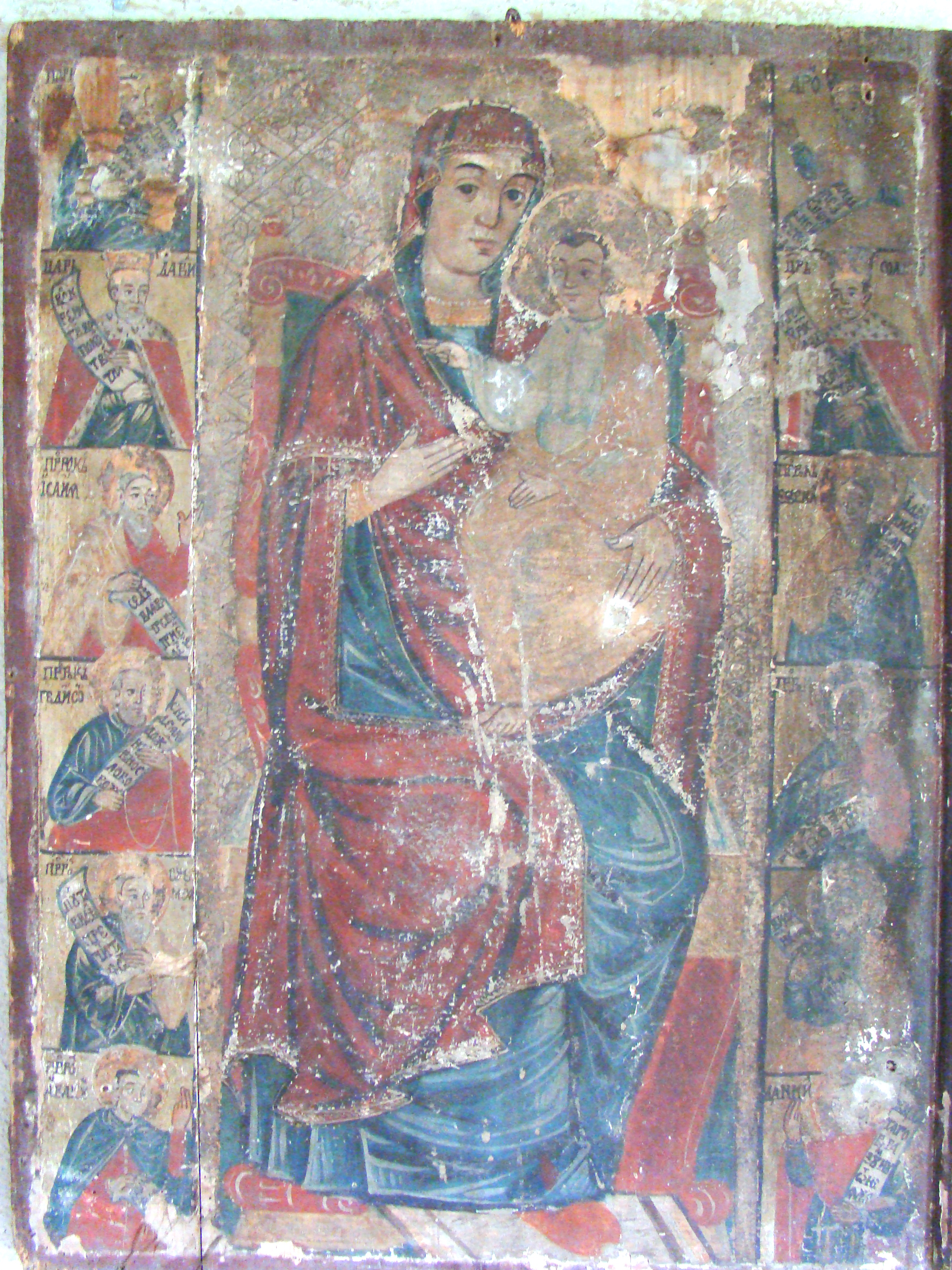
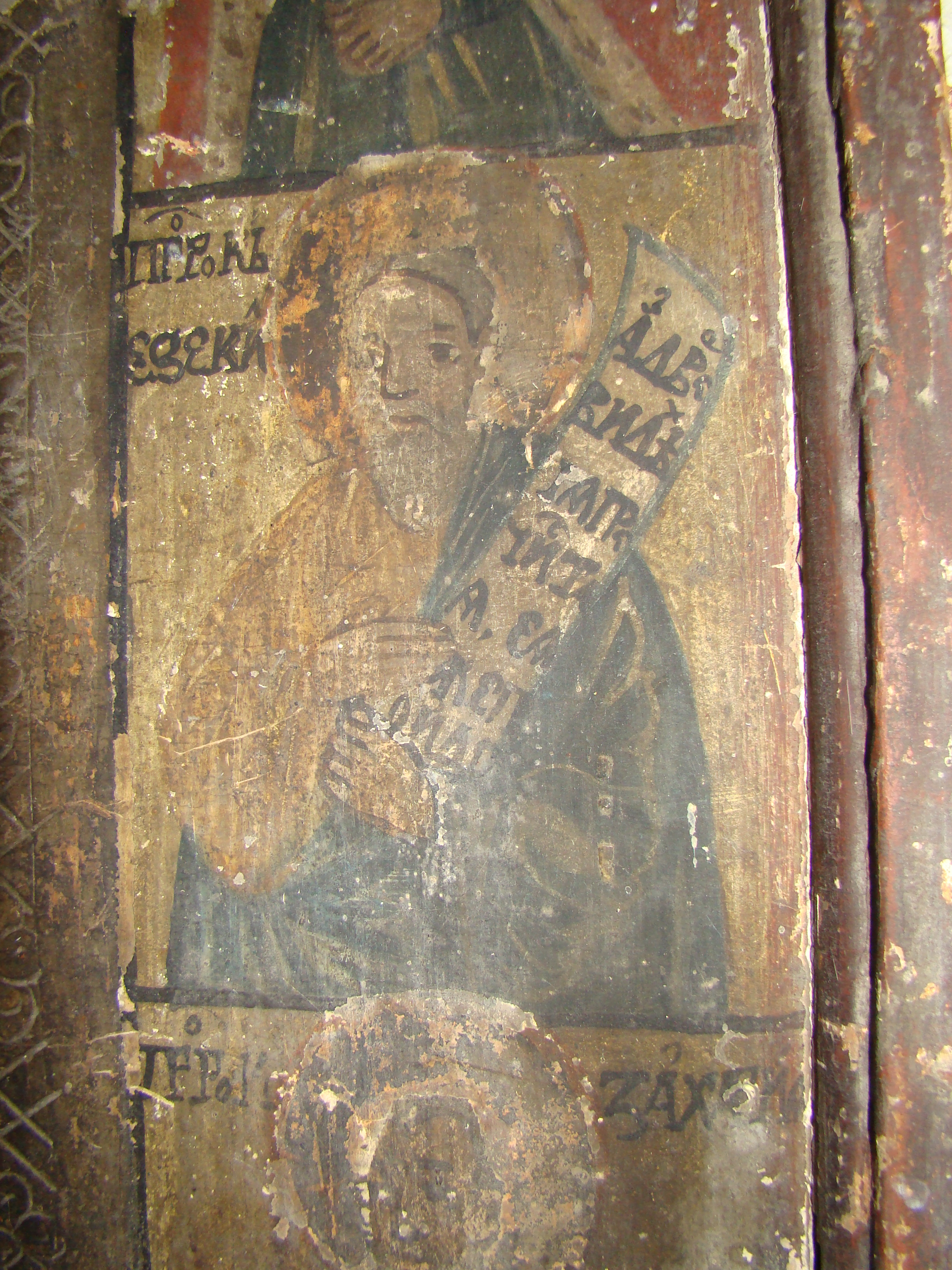
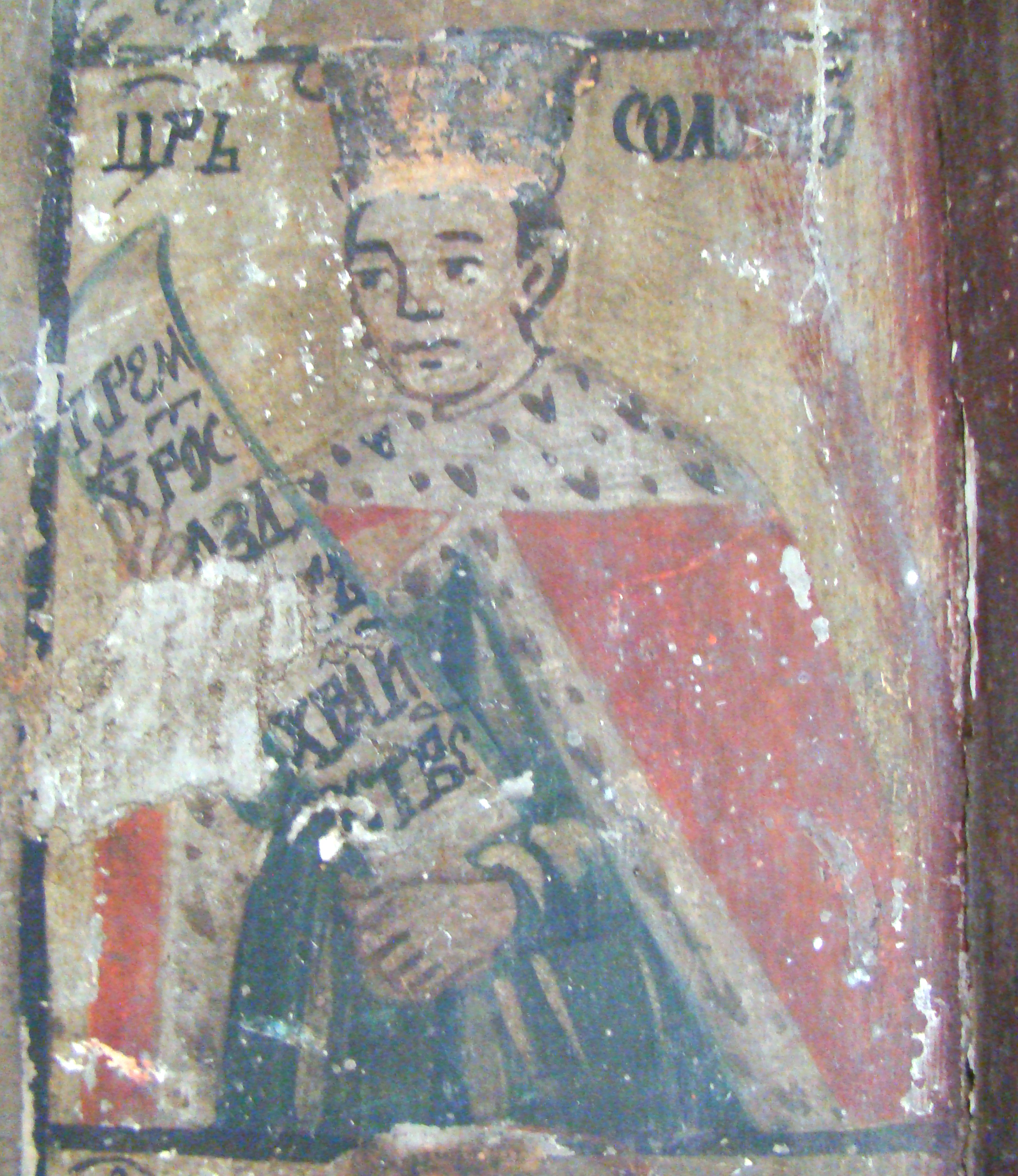
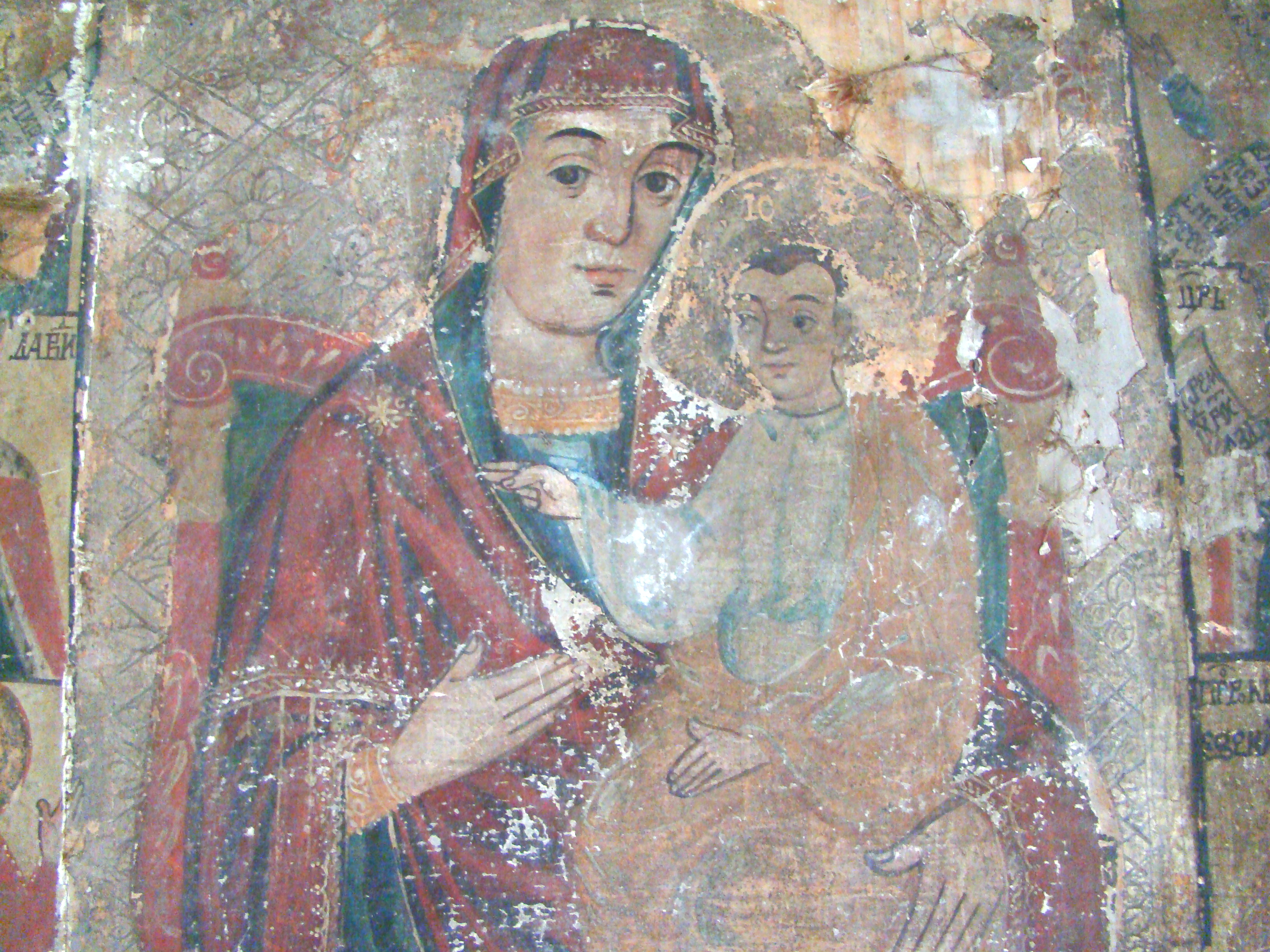
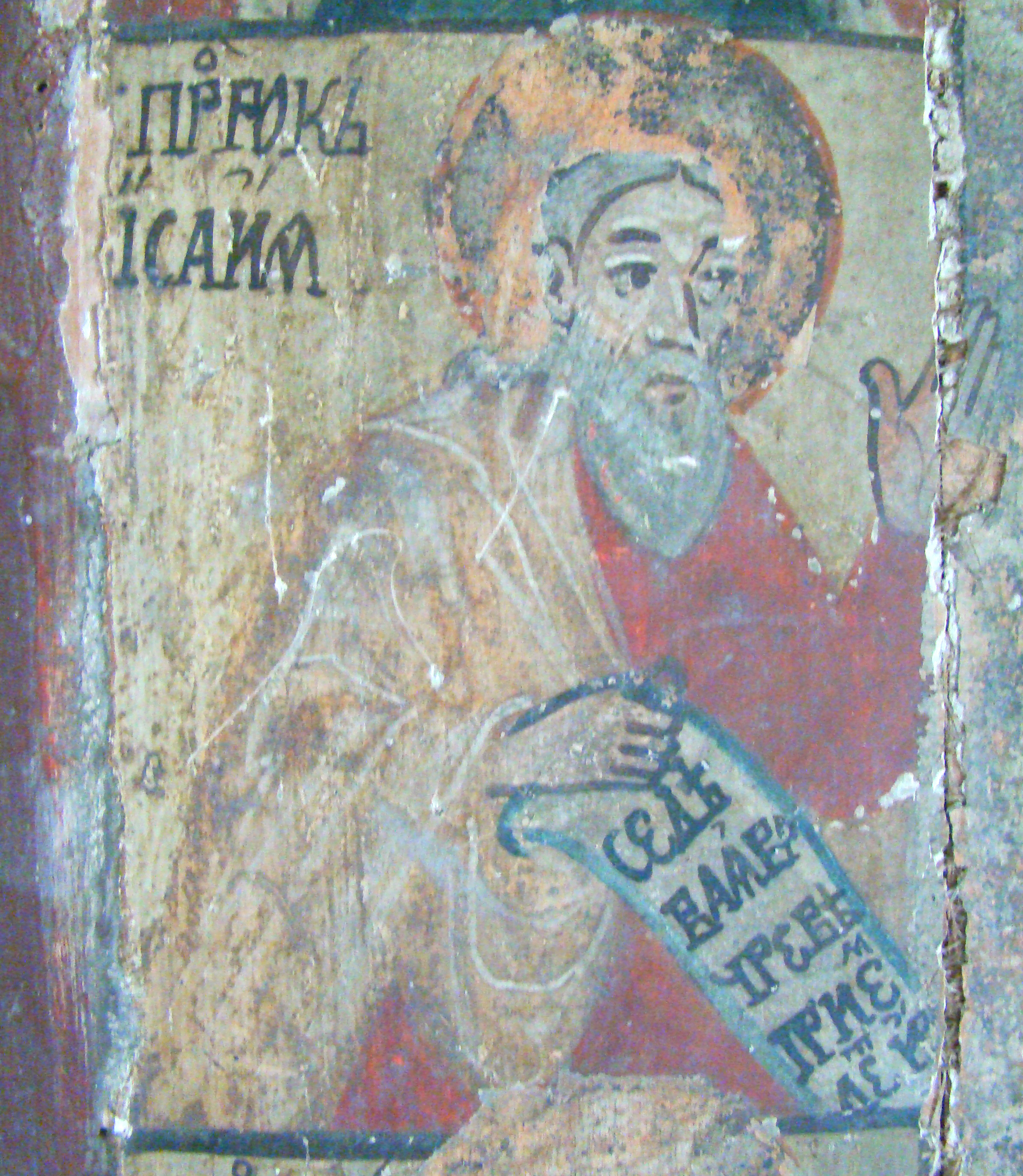
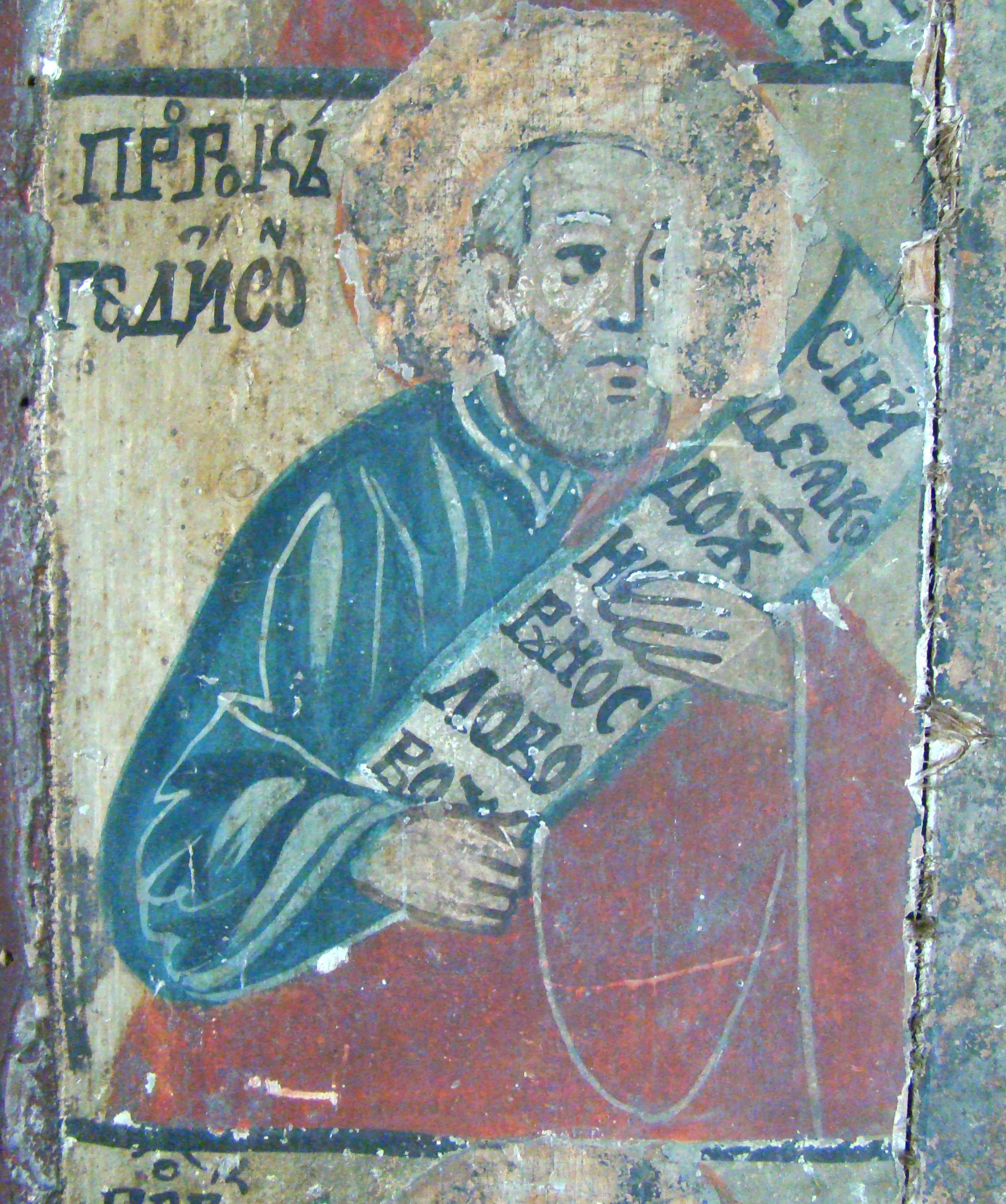
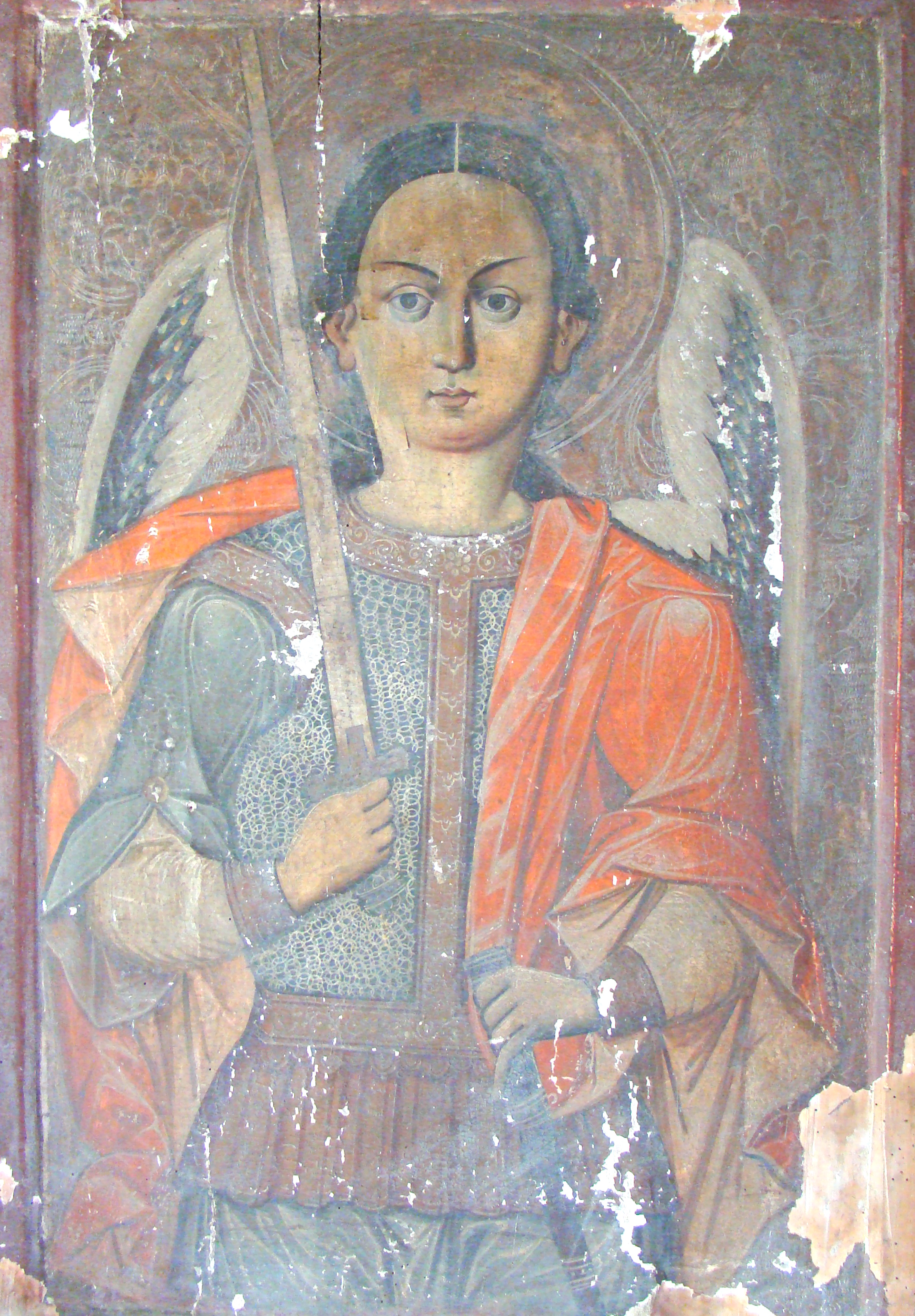
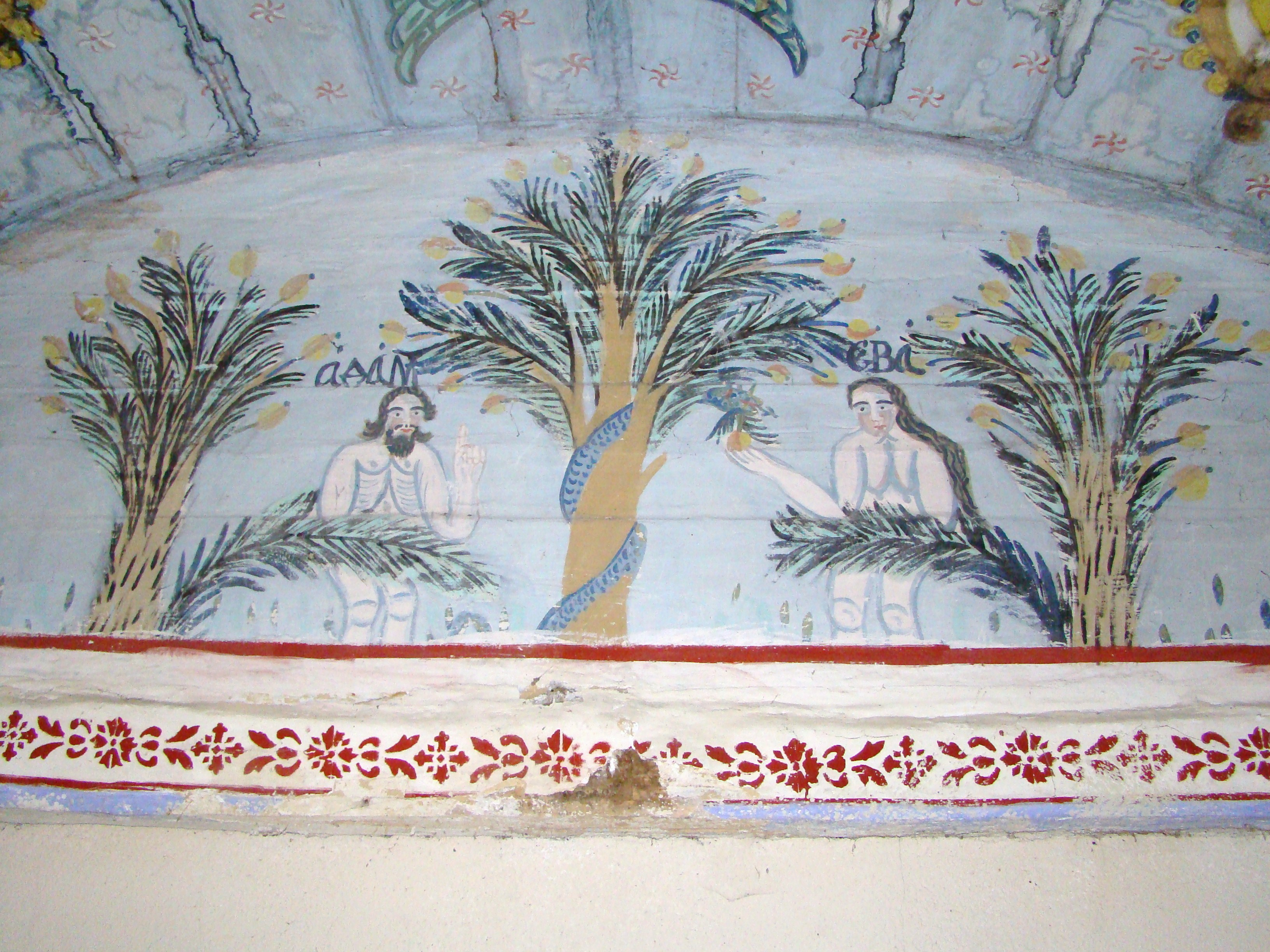
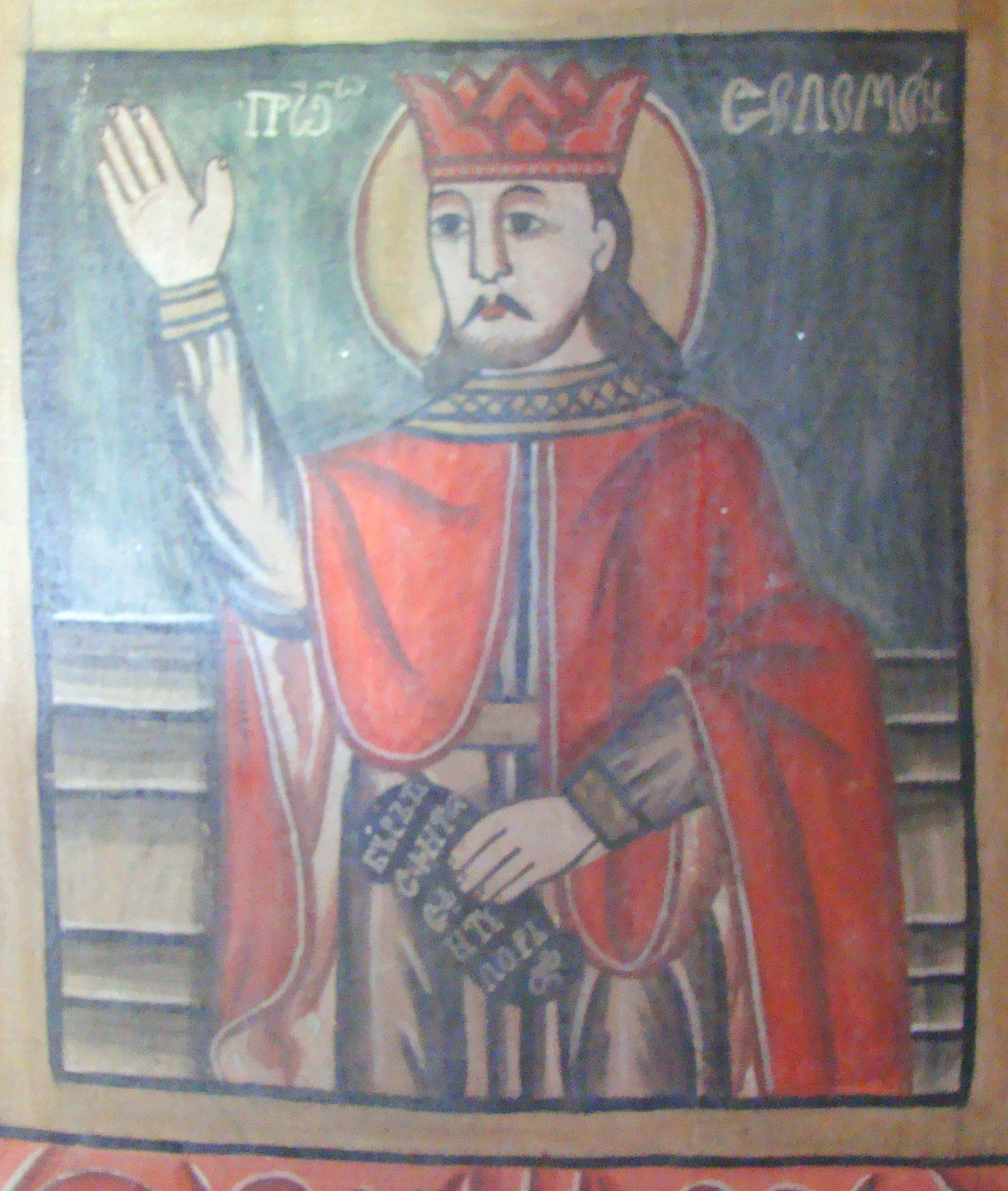
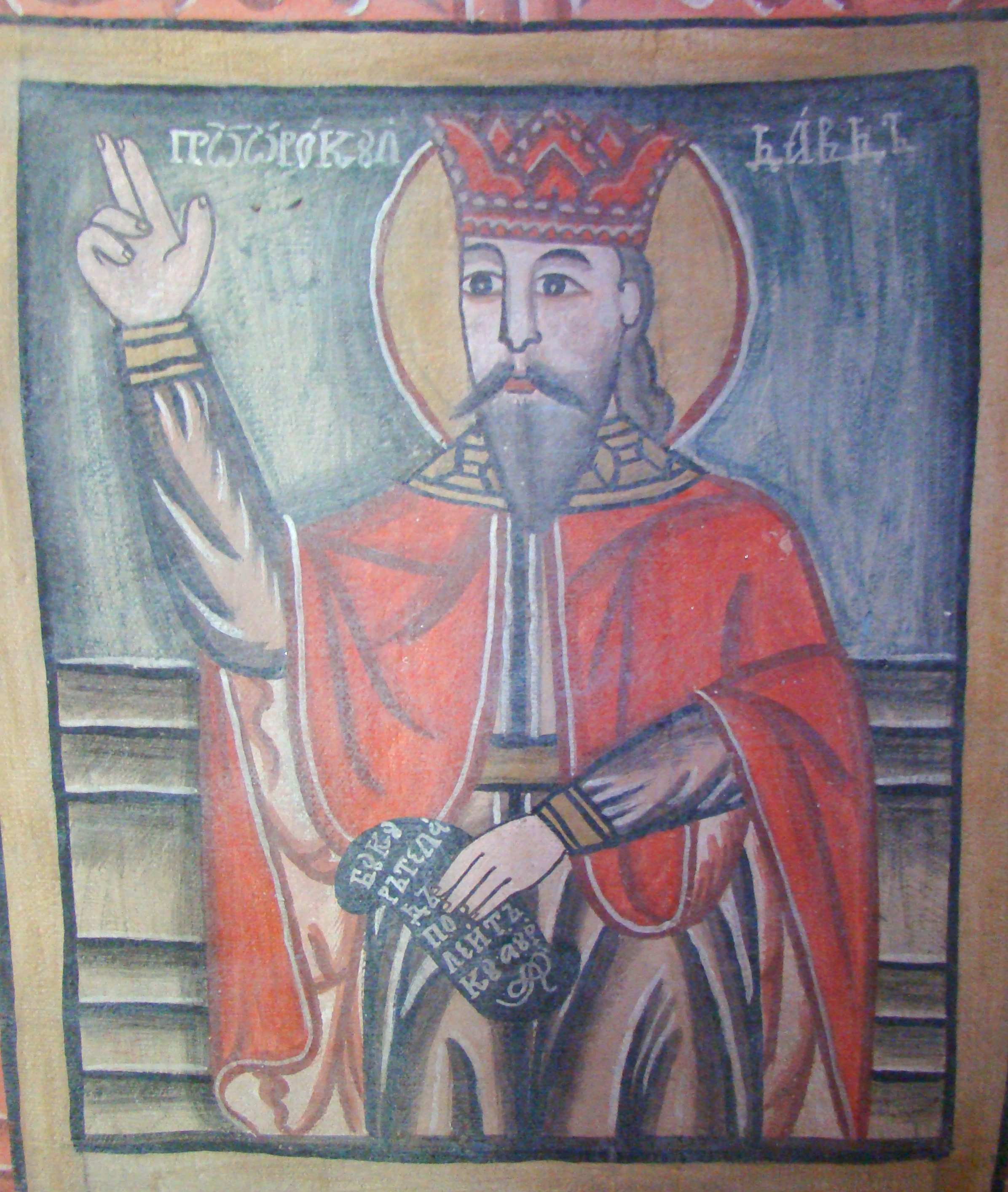
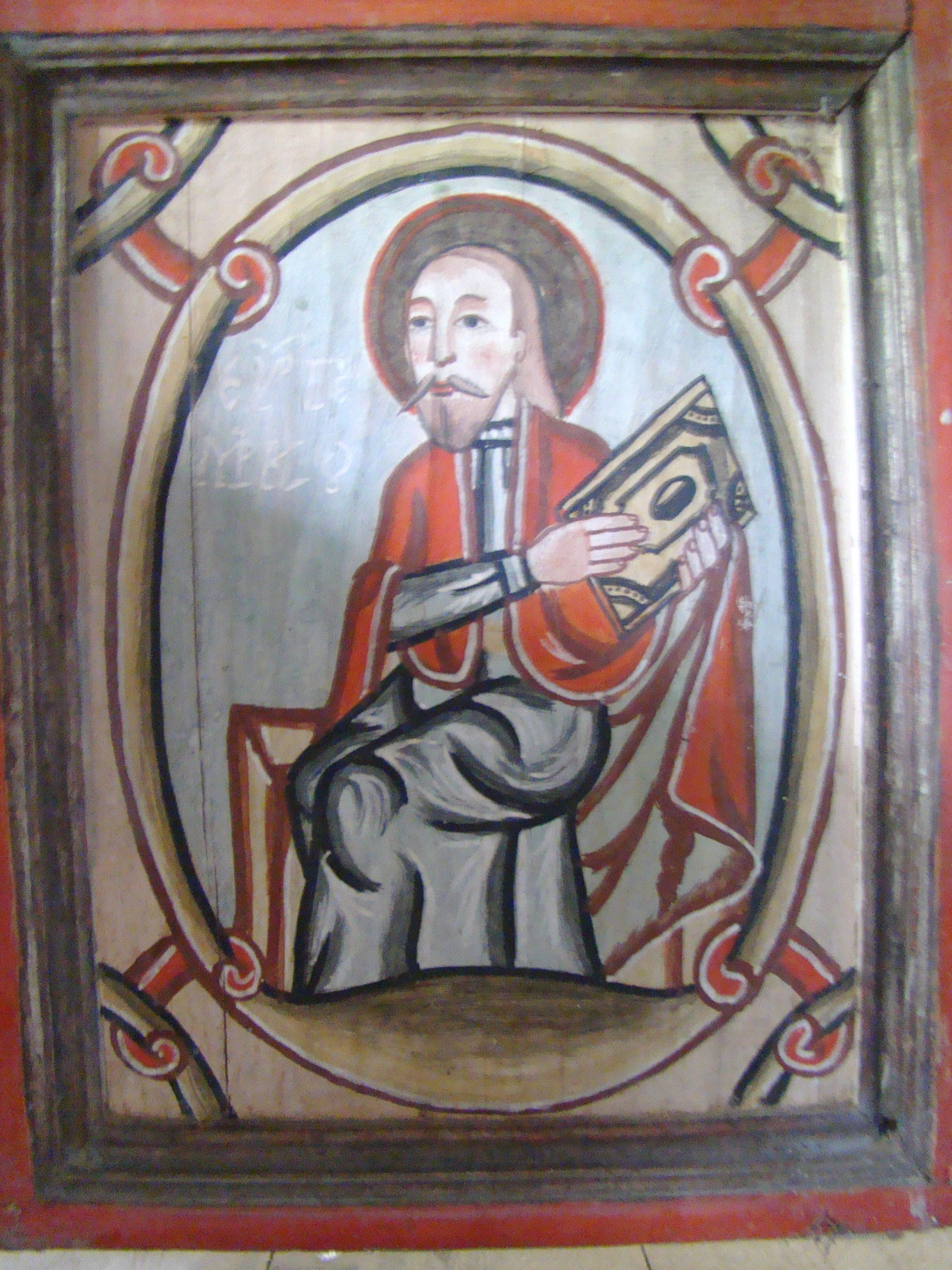
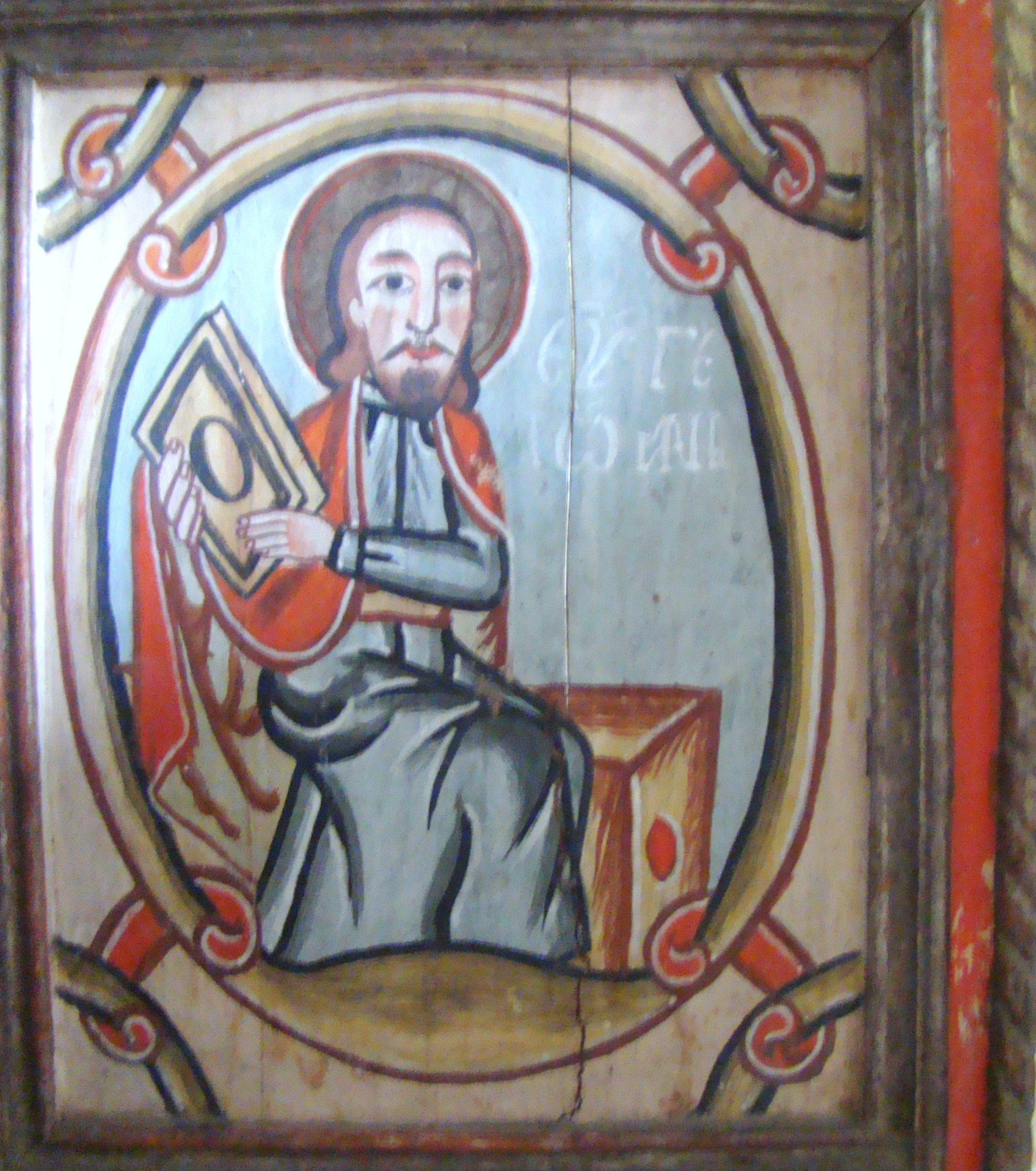
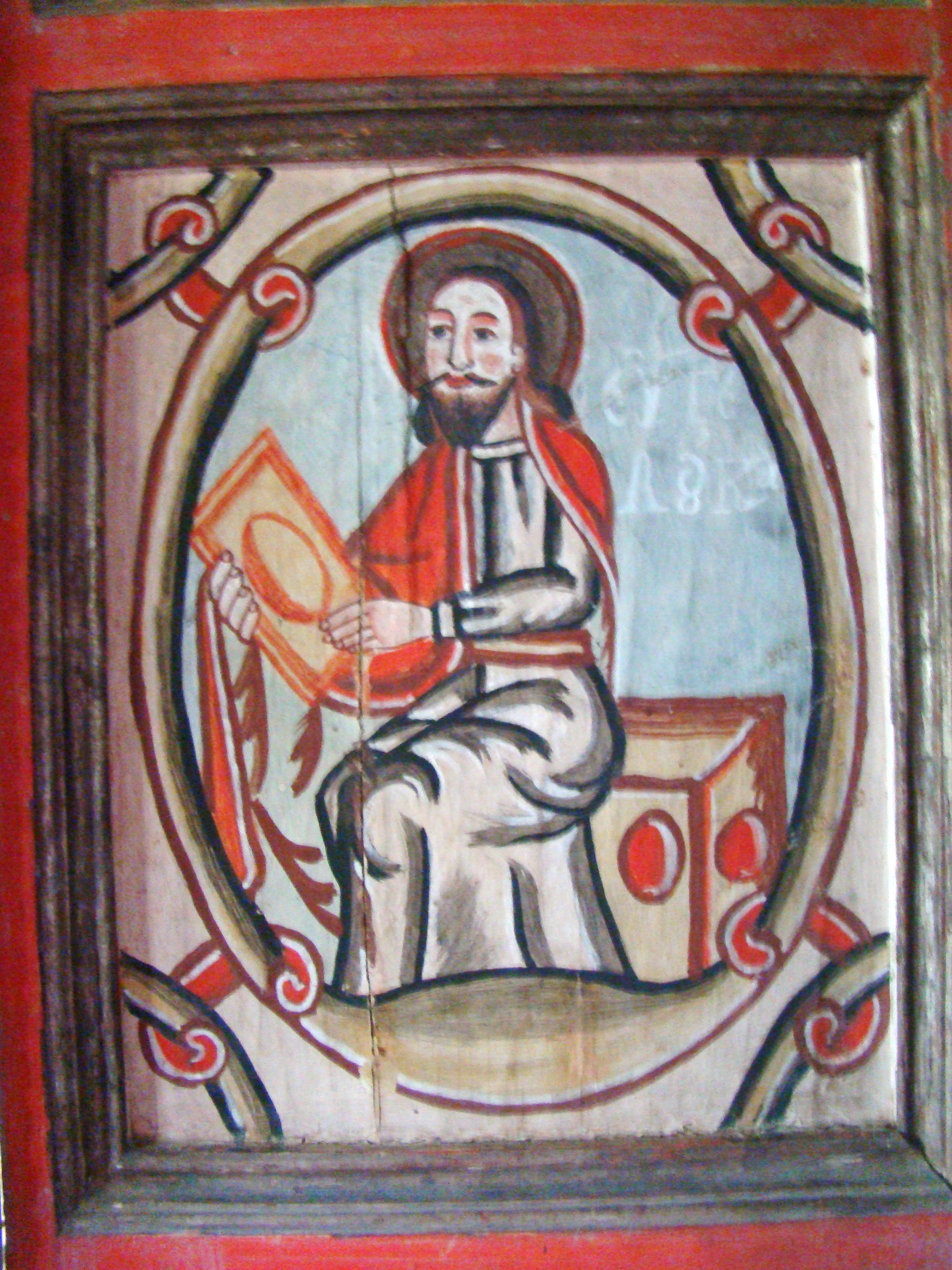
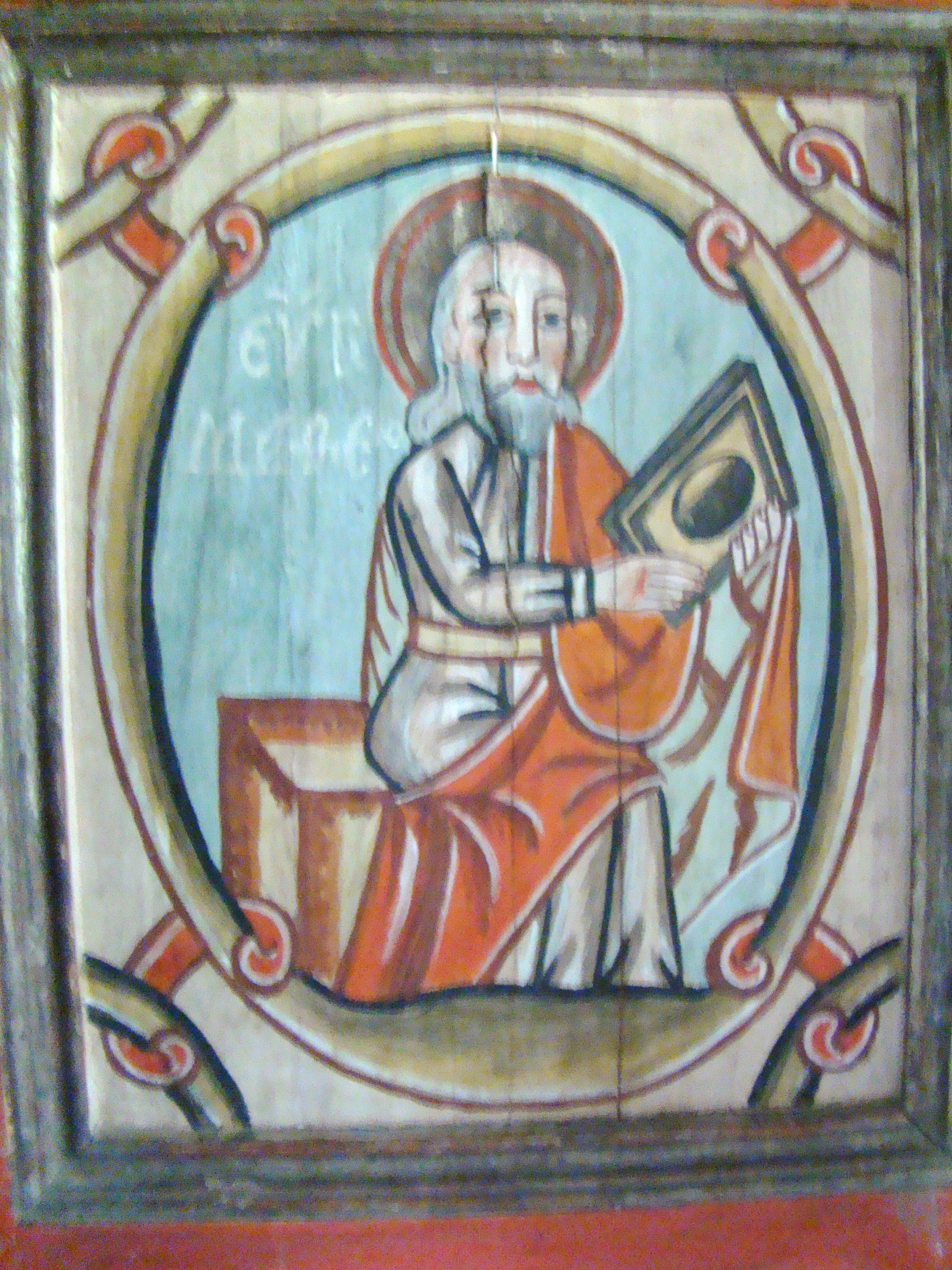
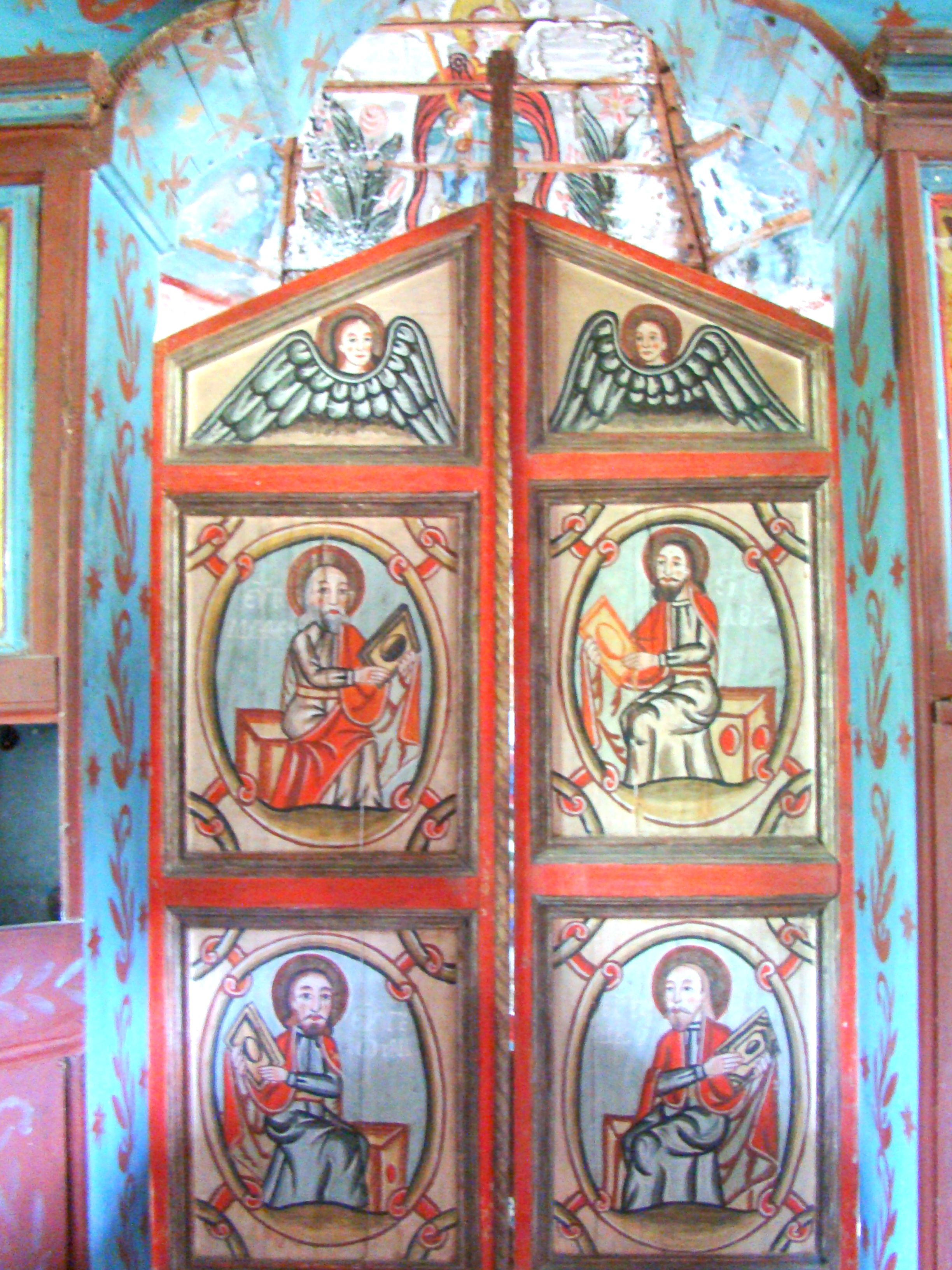
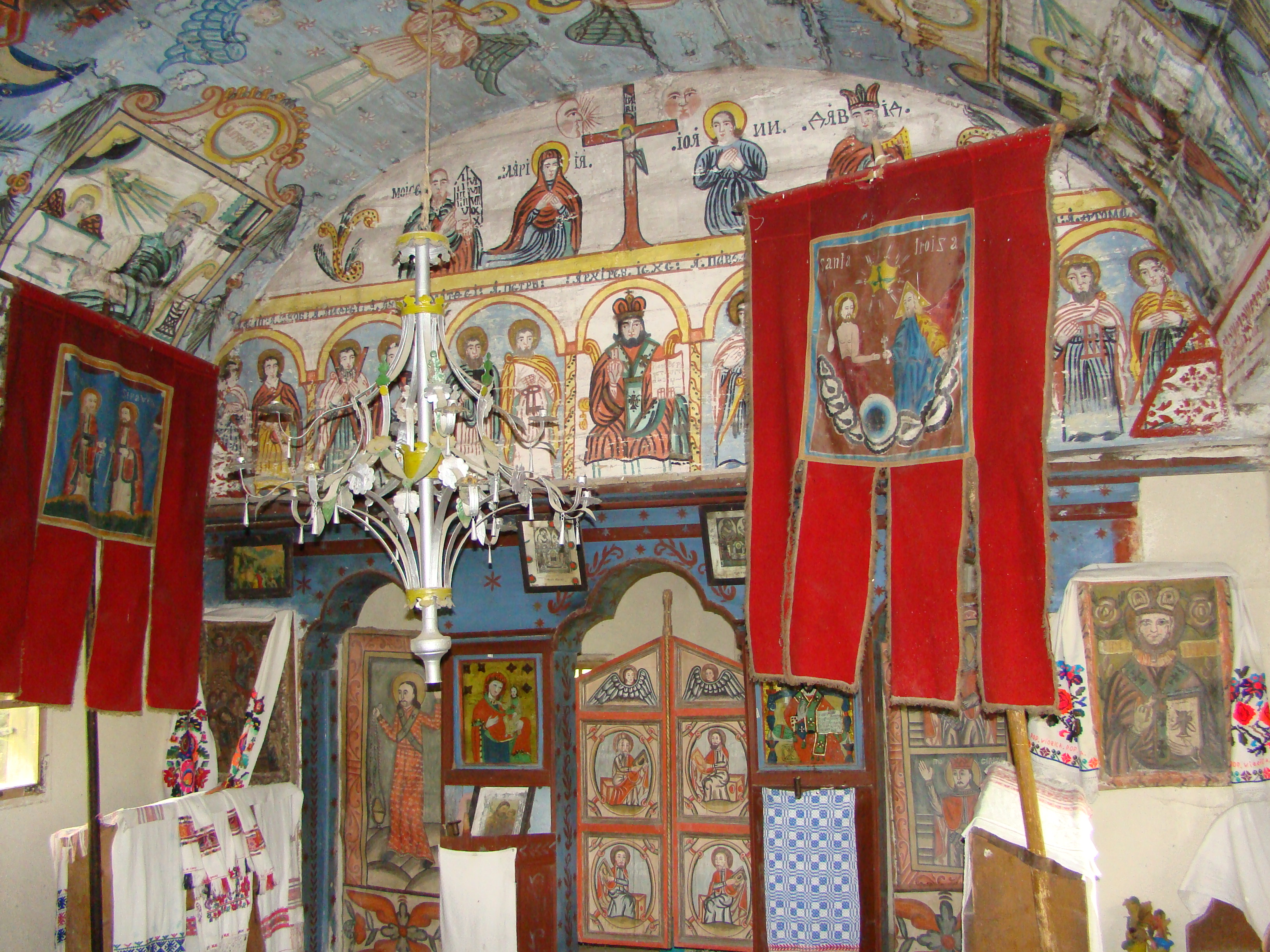
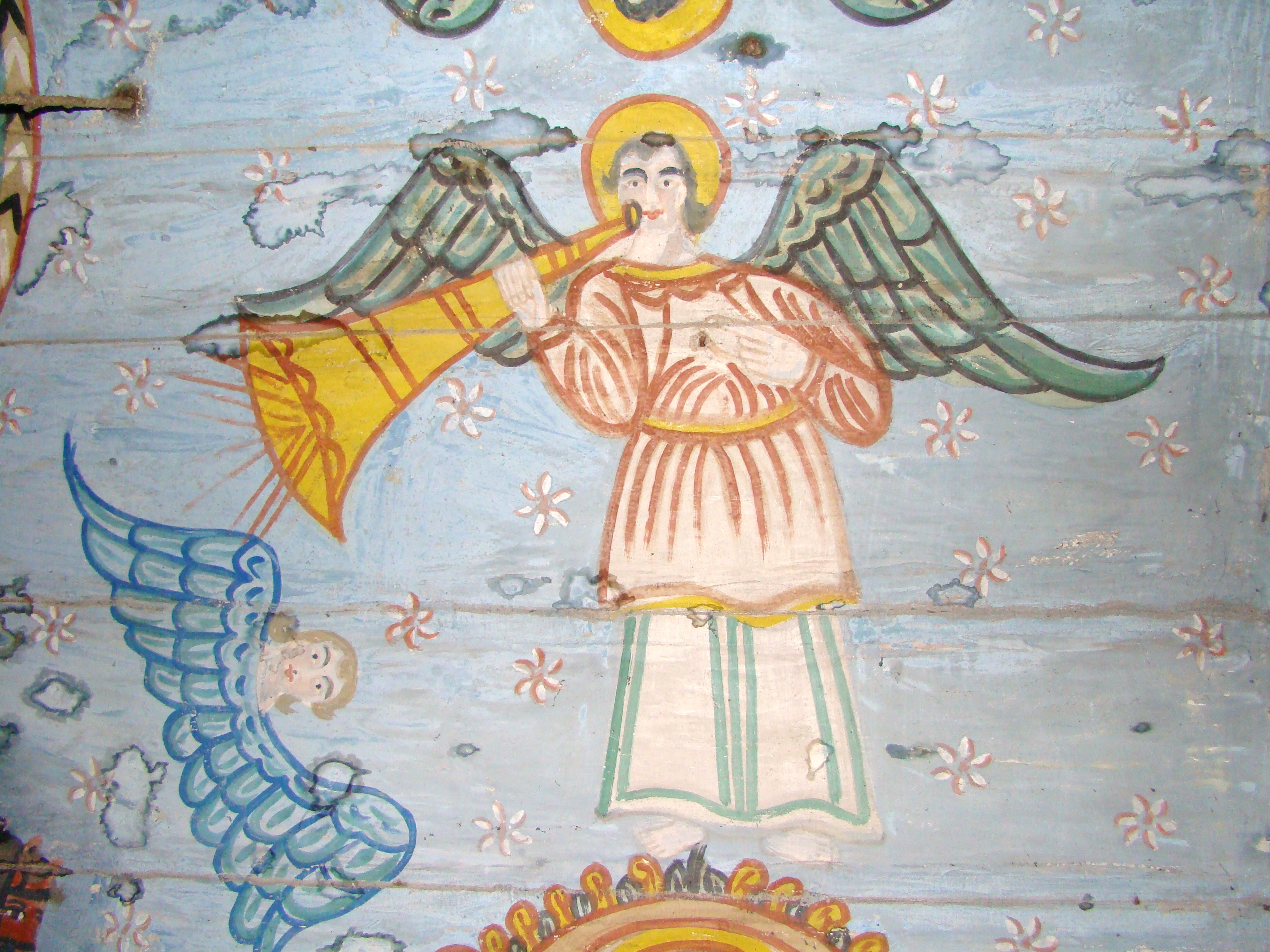
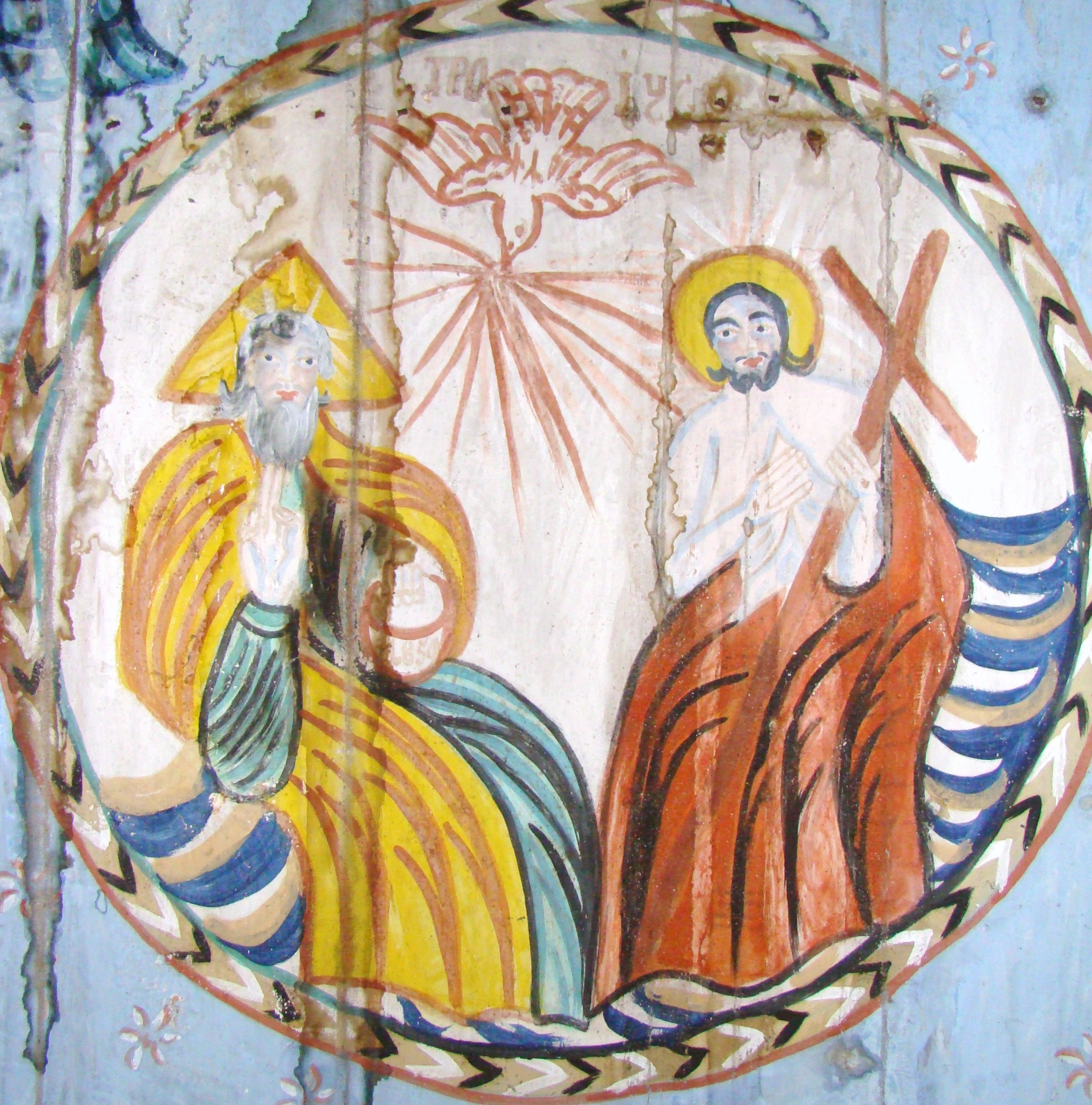
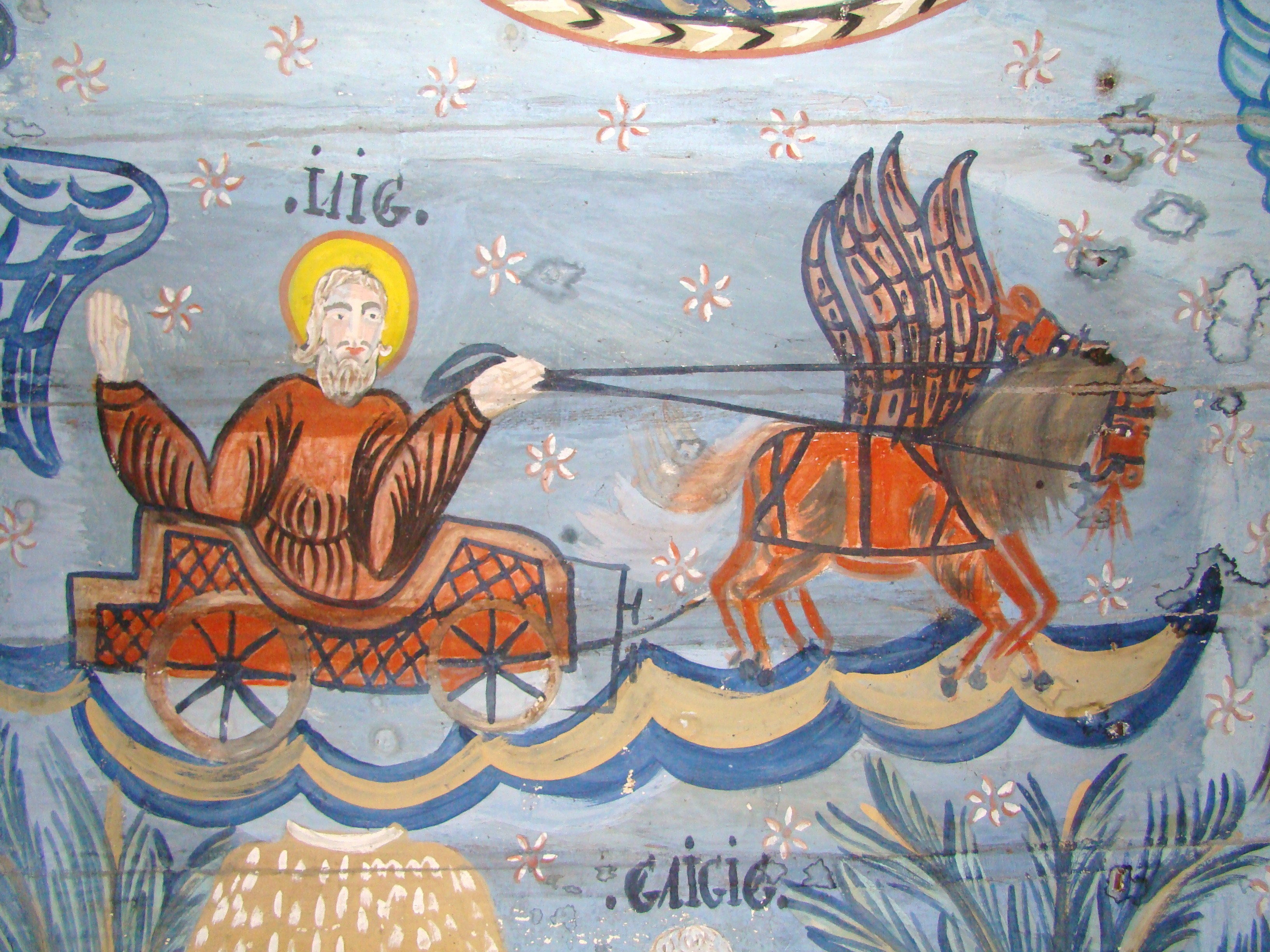
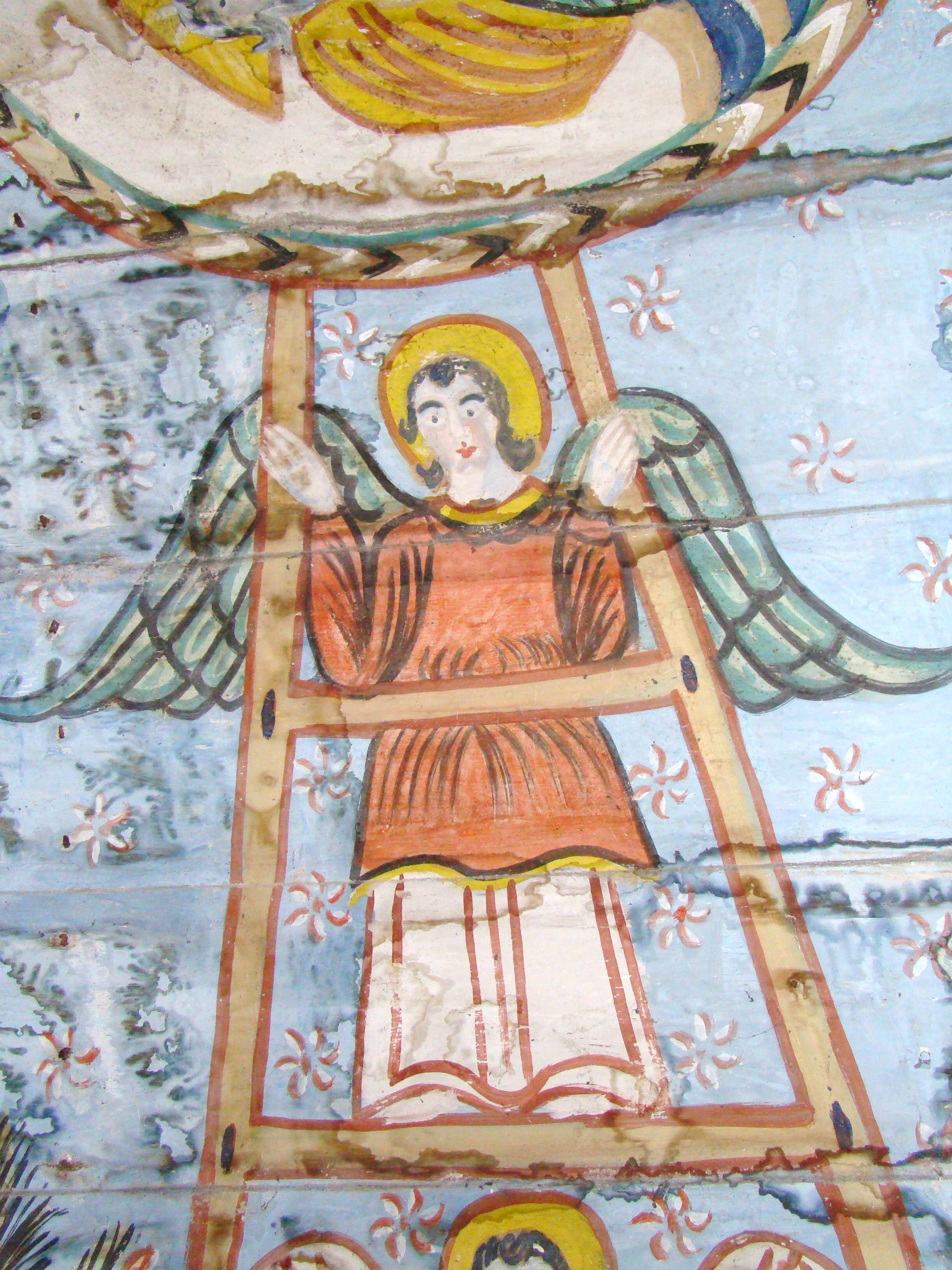
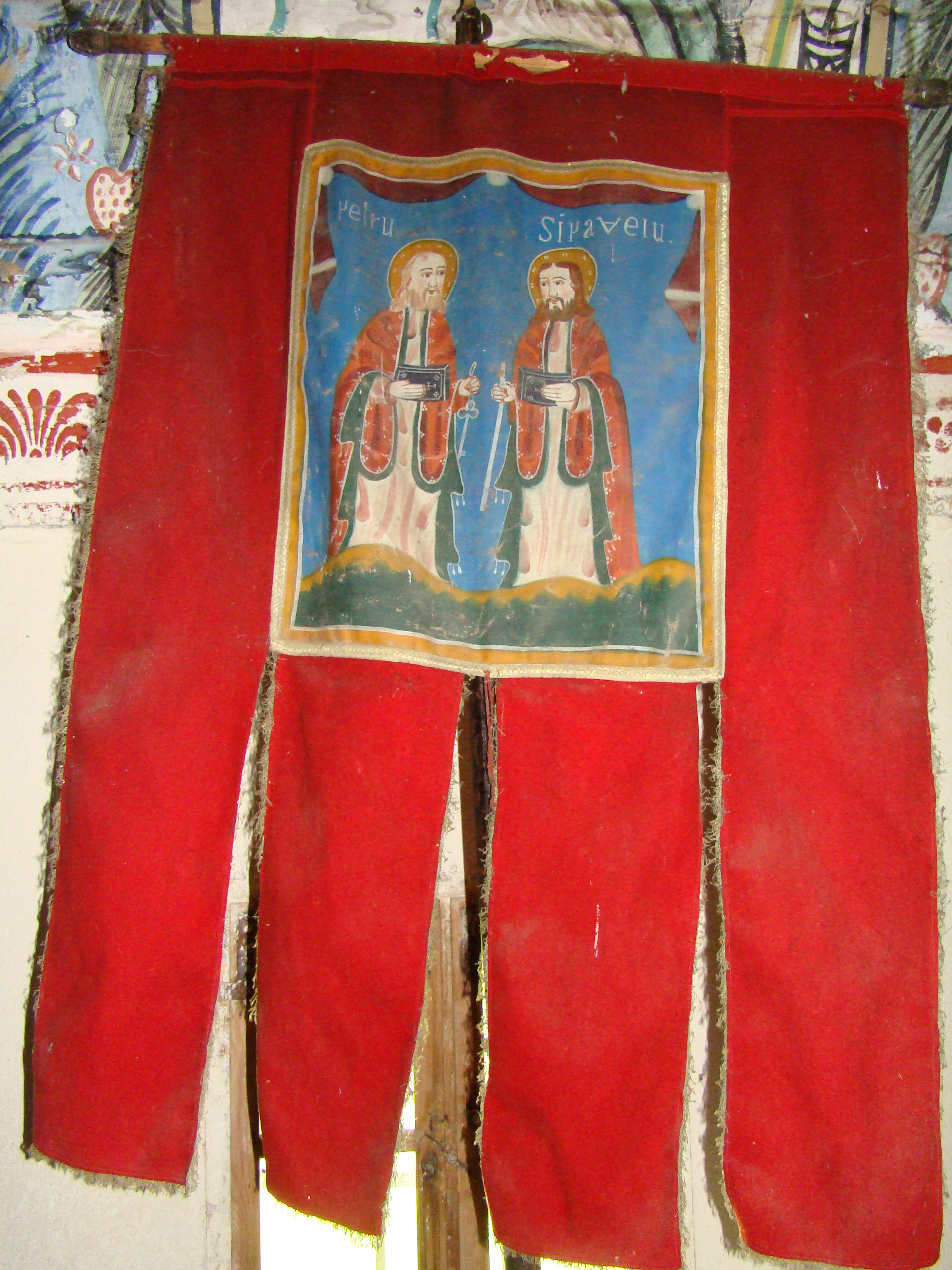
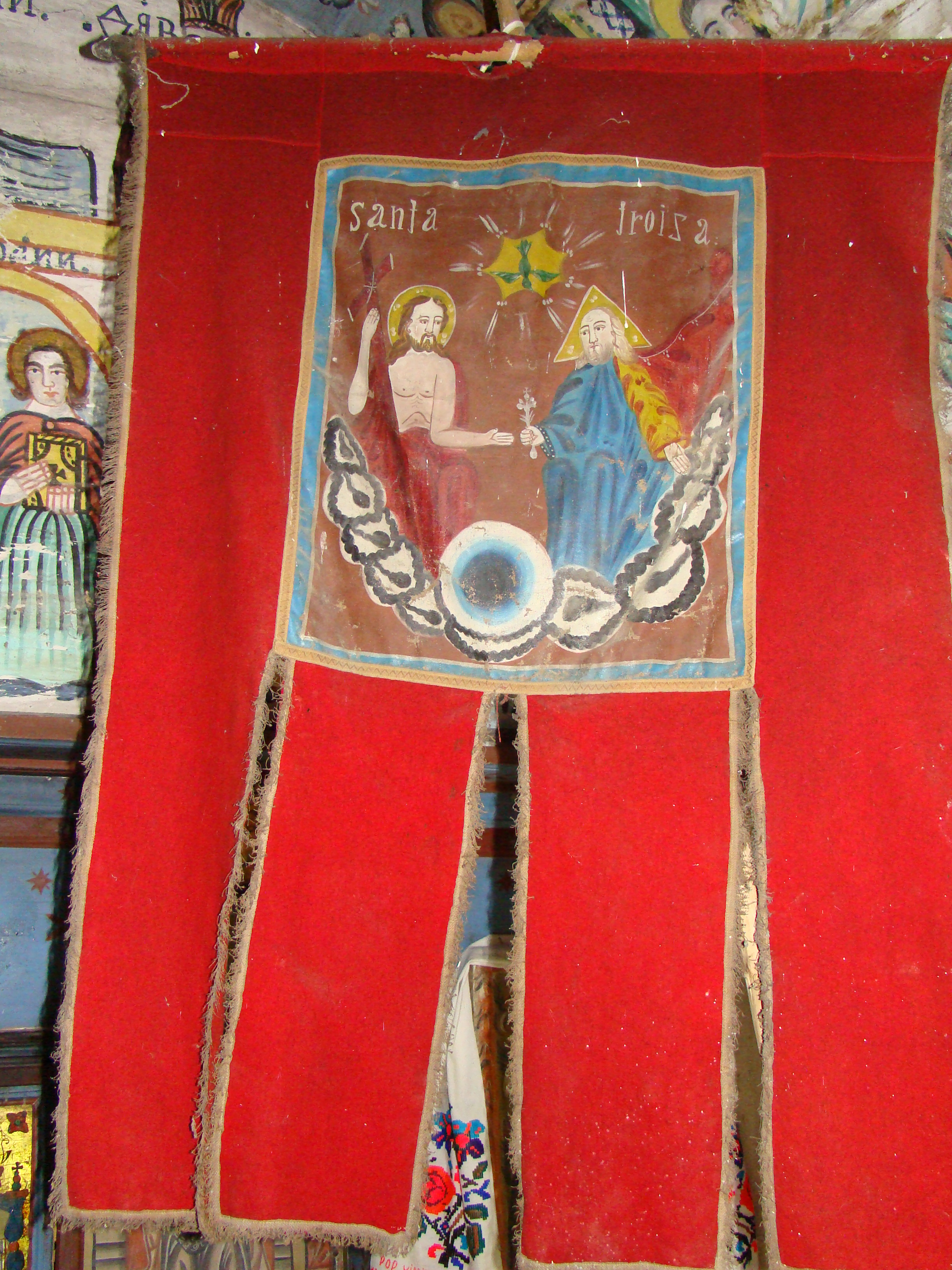
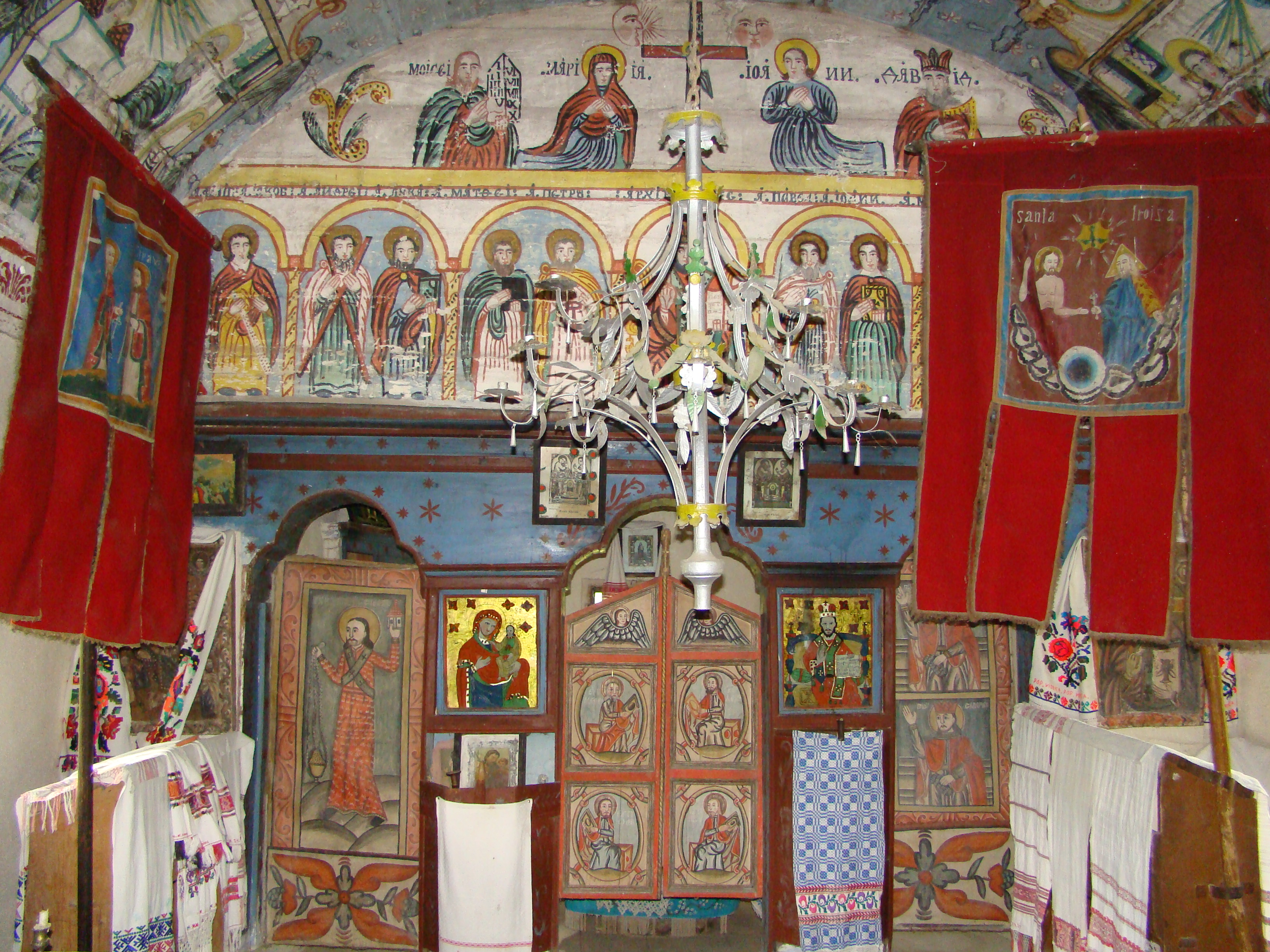
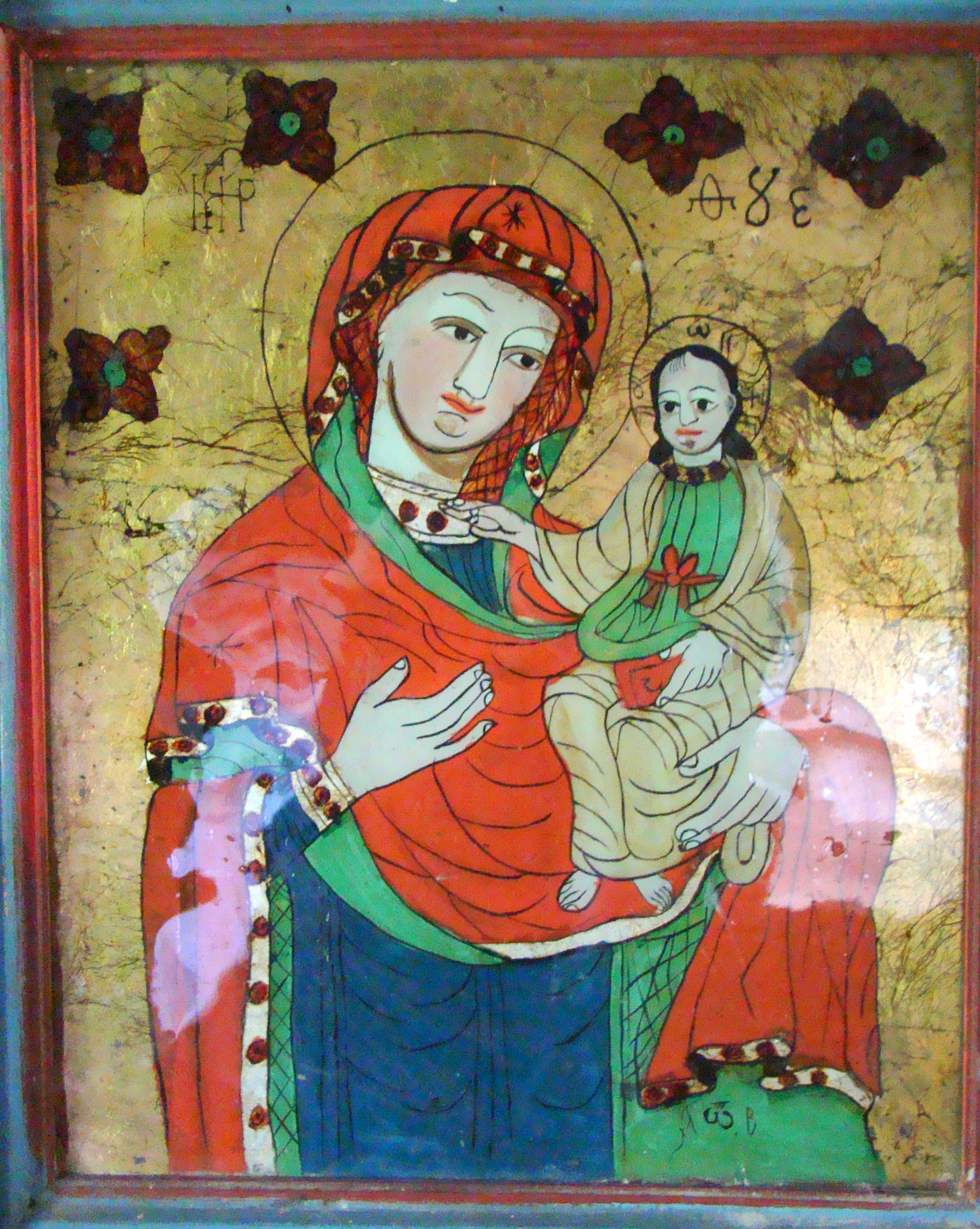
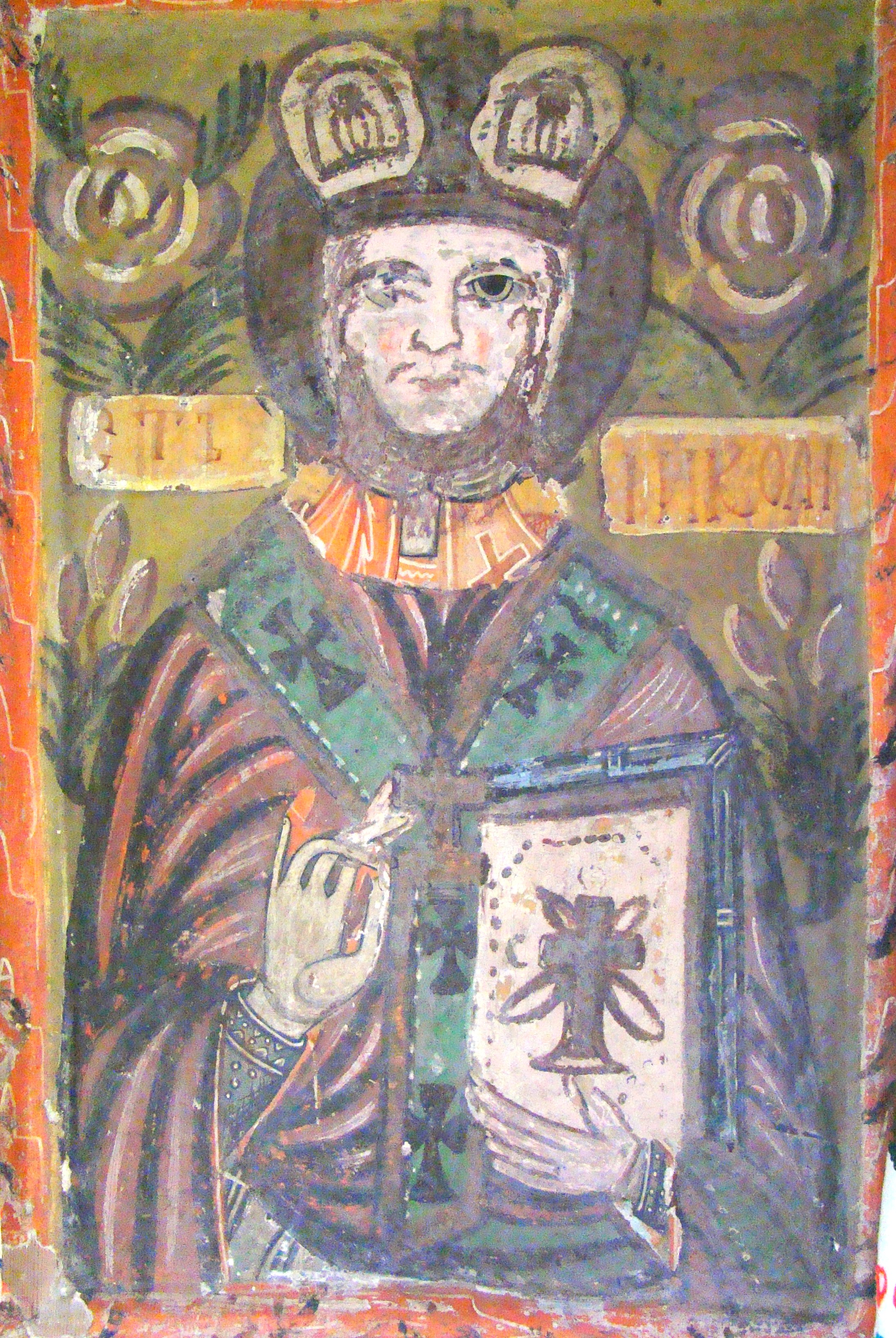
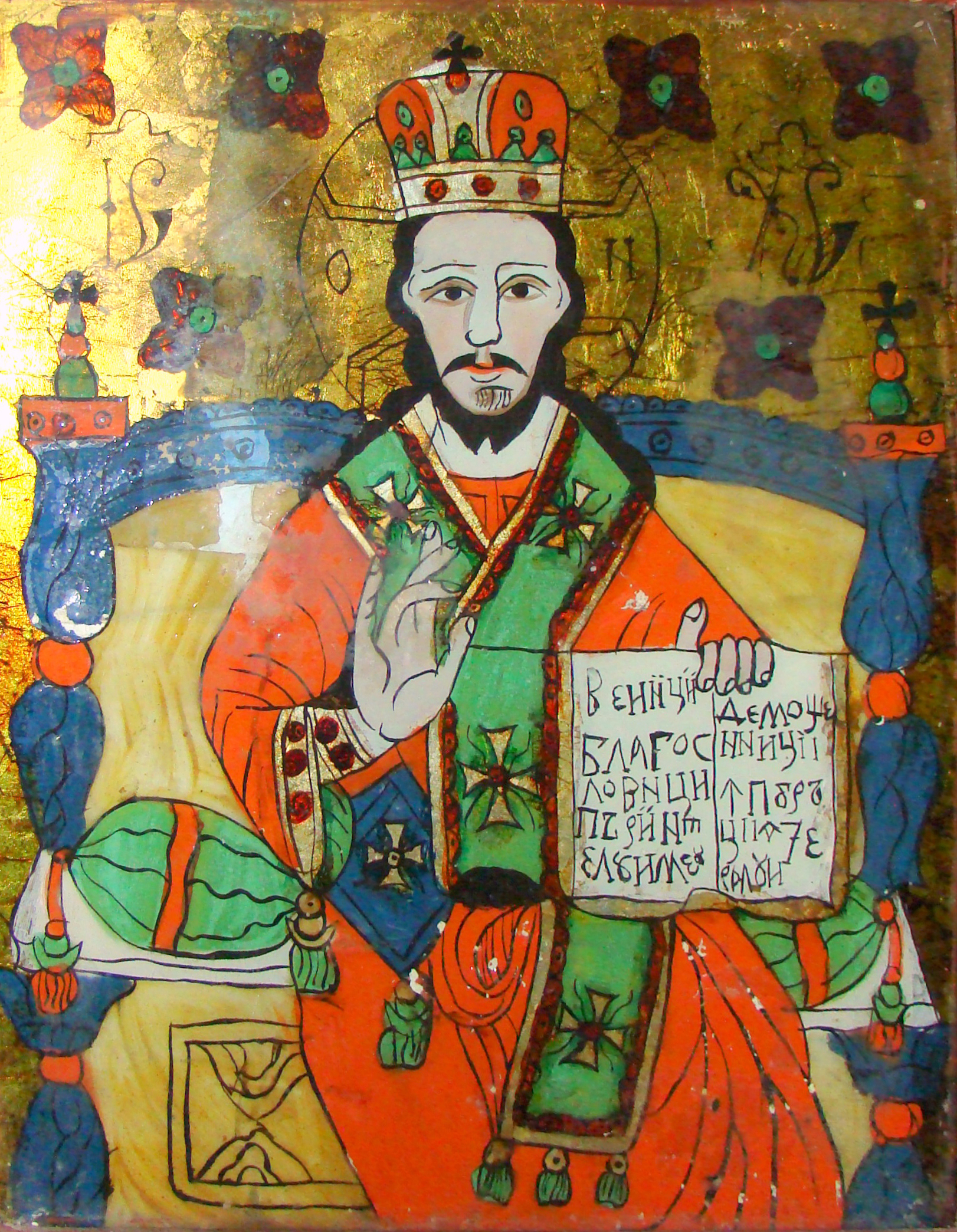
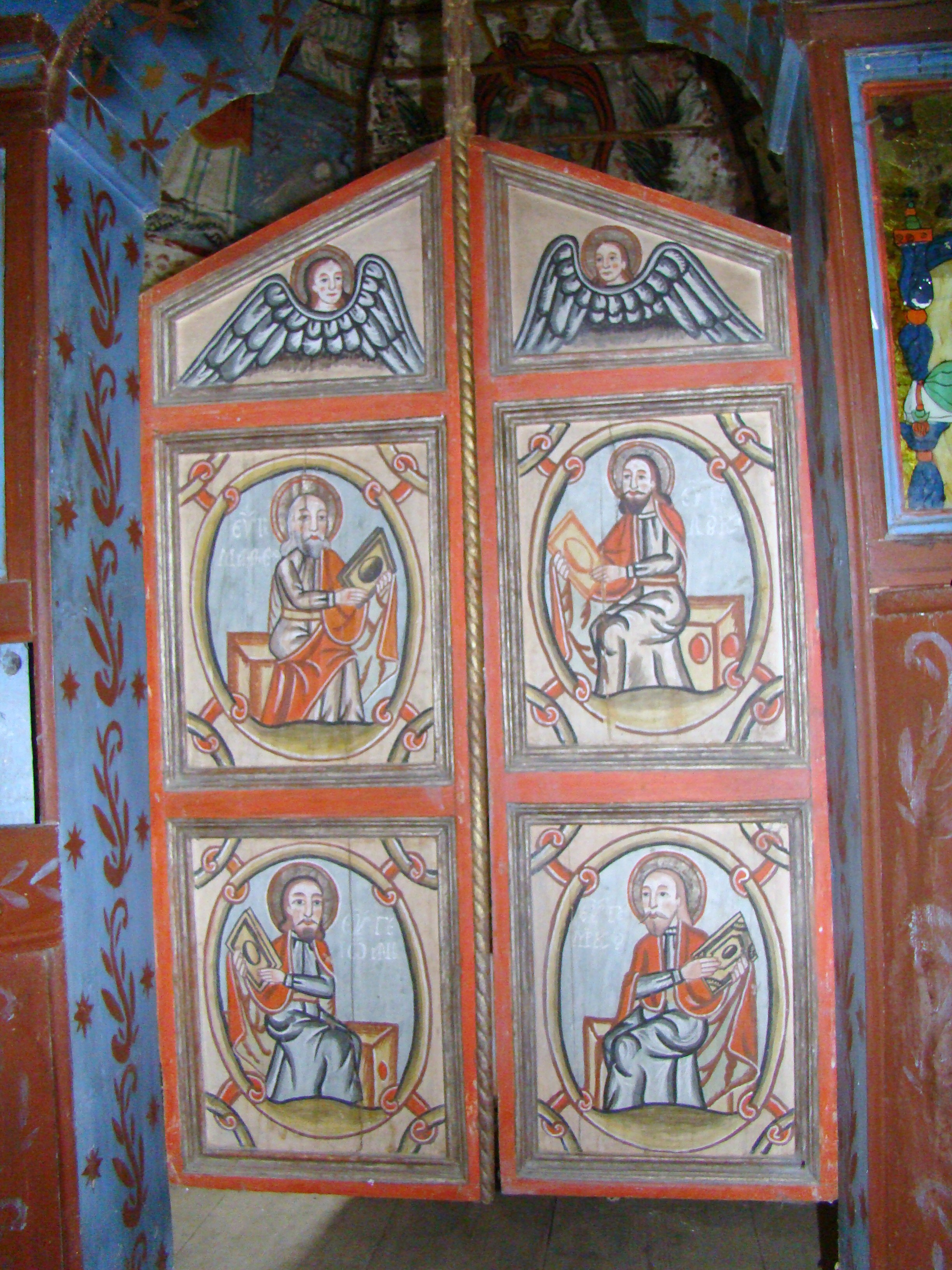
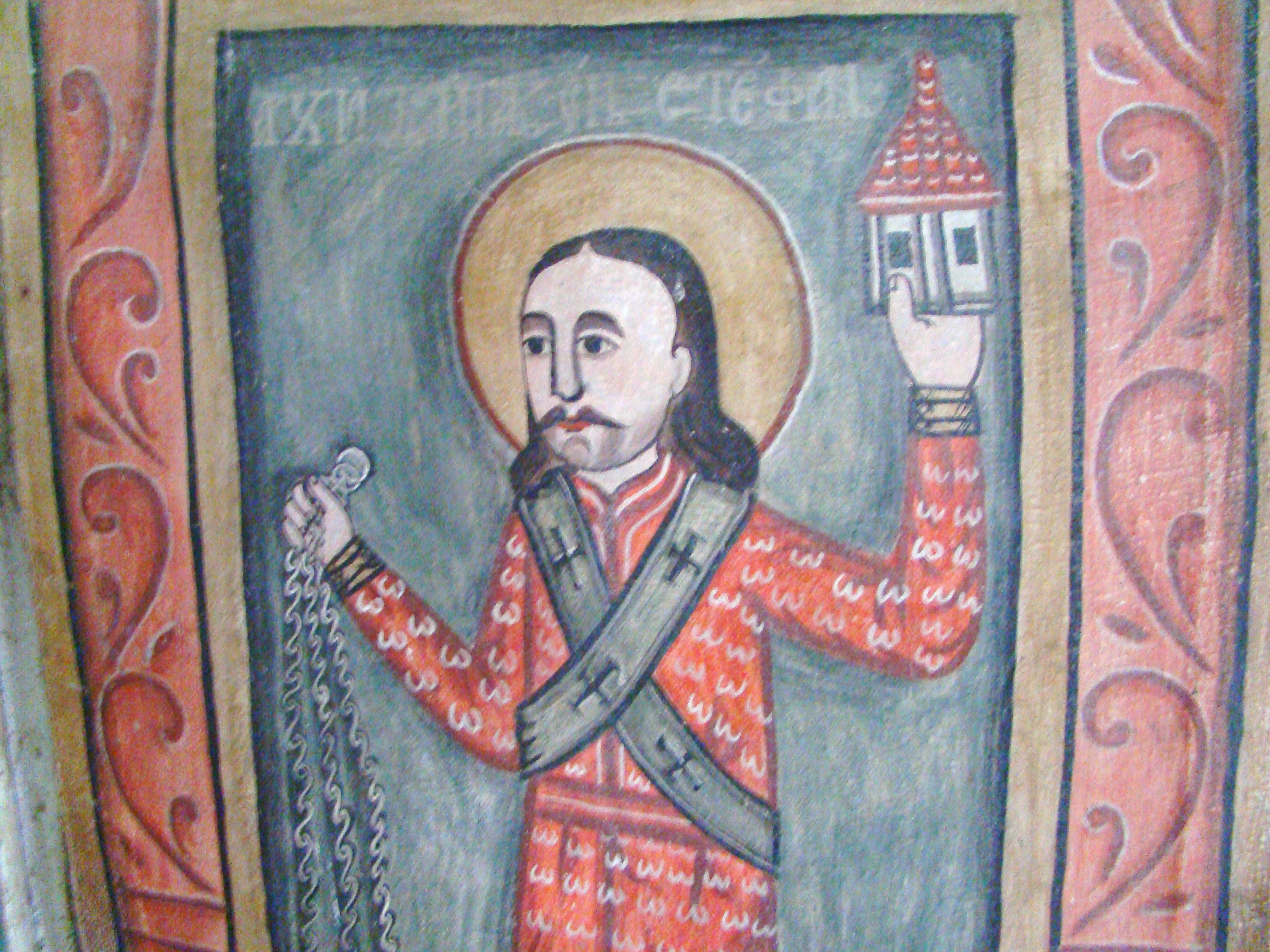
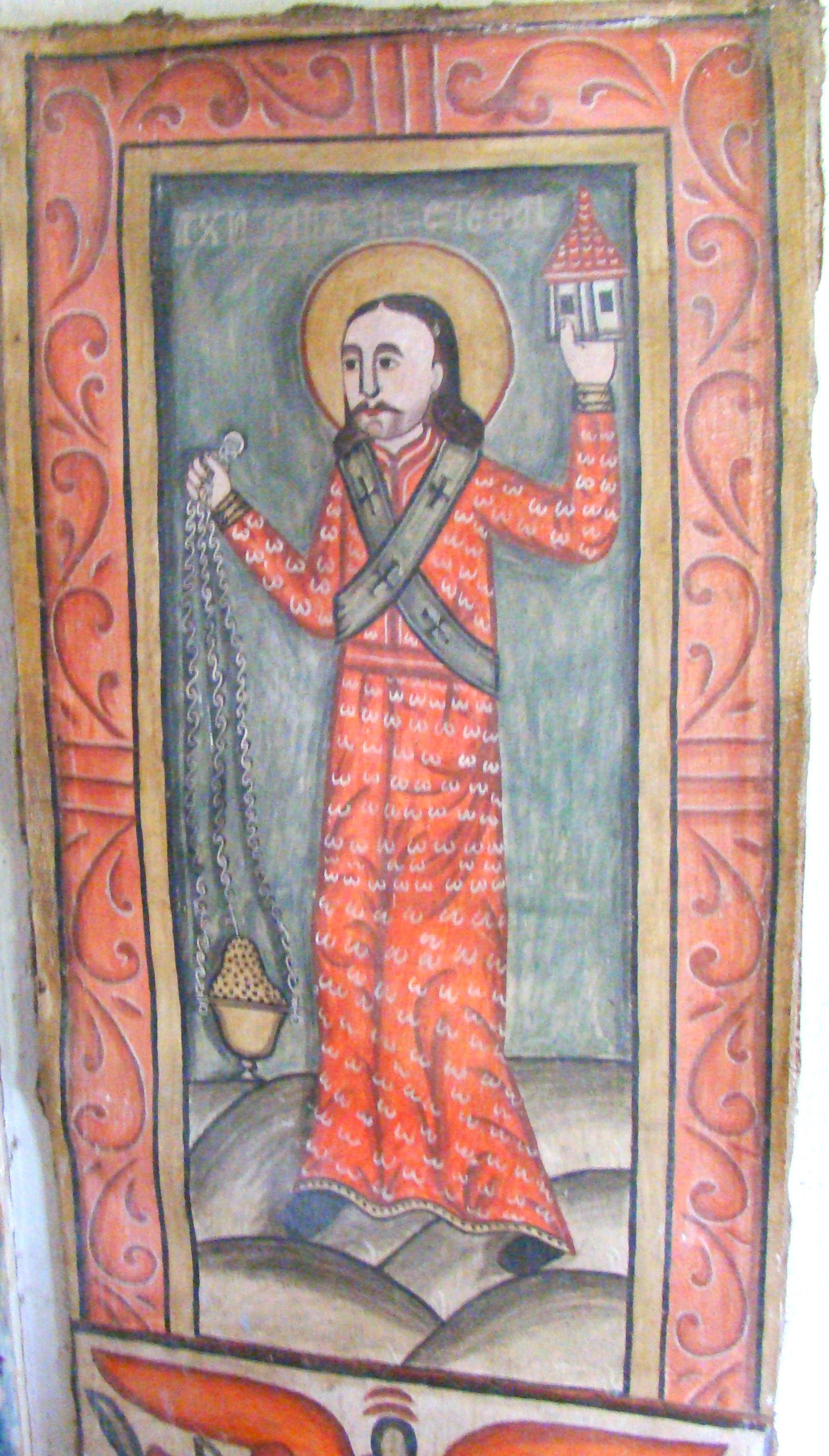
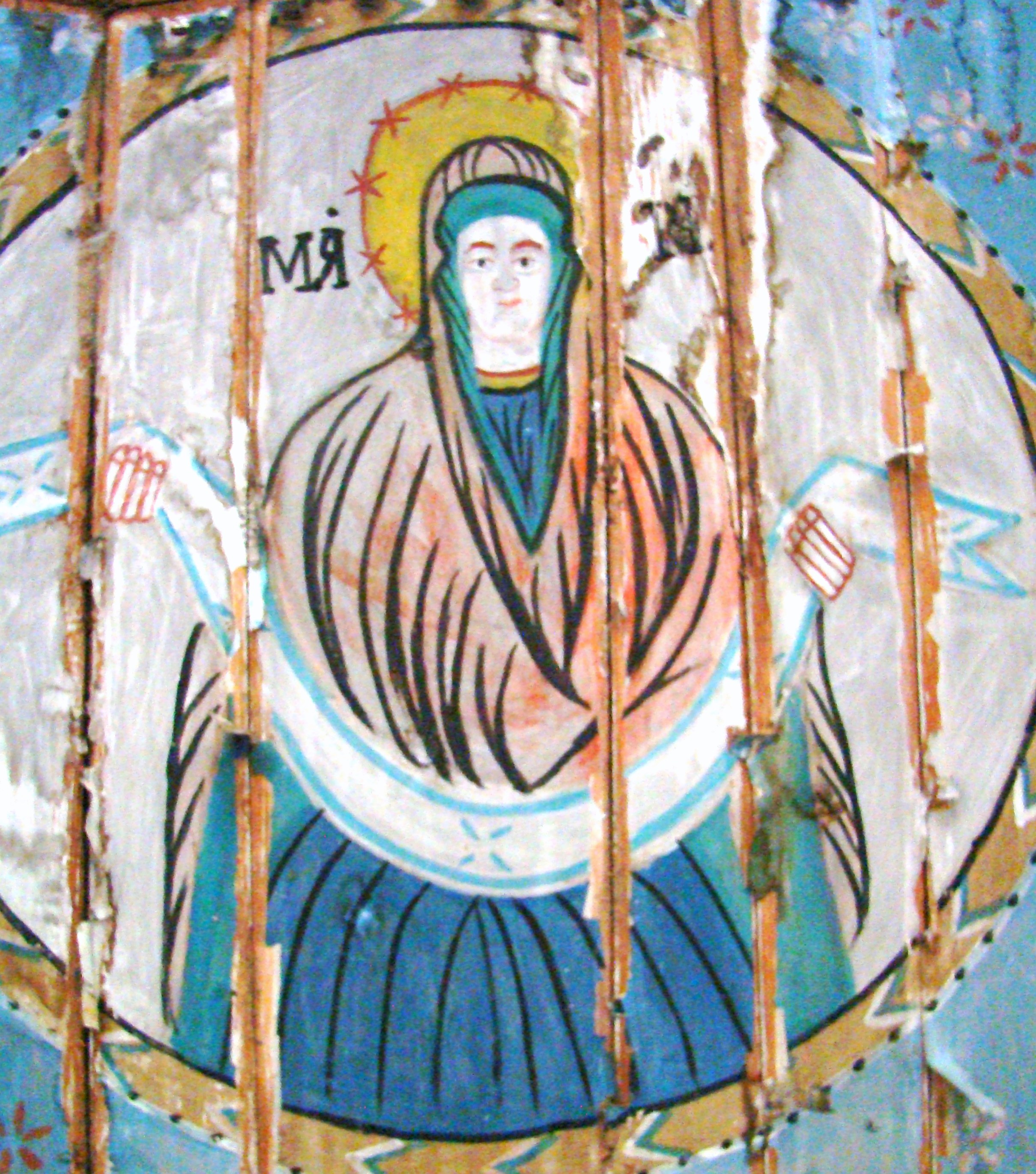
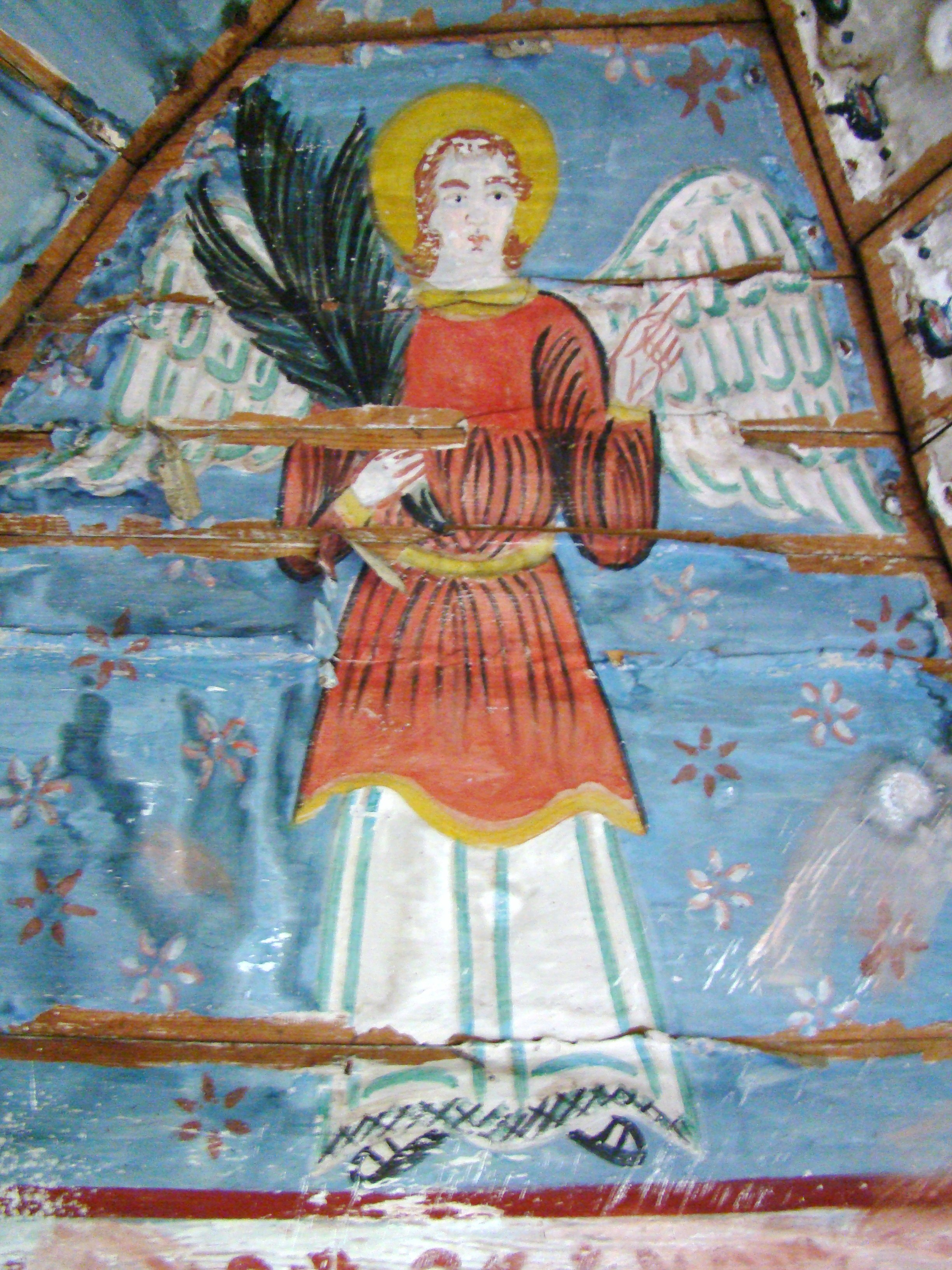